# Historia de la cirugía

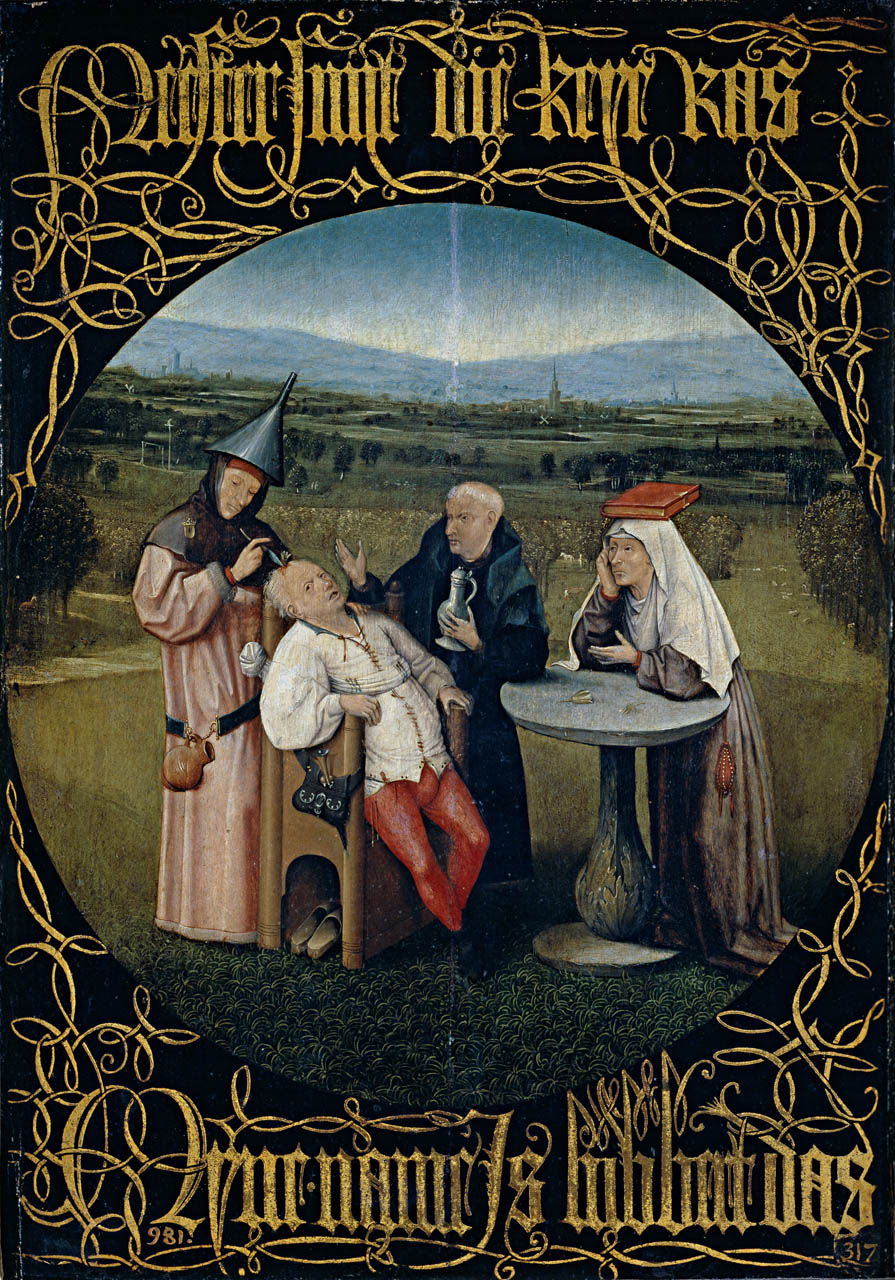
Extracción de la piedra de la locura, óleo de Hieronymus Bosch.

La cirugía (del griego, χεῖρ cheîr ‘mano’ y ἔργον érgon ‘trabajo’) es la rama de la medicina que manipula físicamente las estructuras del cuerpo con fines diagnósticos, preventivos o curativos. Ambroise Paré, cirujano francés del siglo XVI, le atribuye cinco funciones: «Eliminar lo superfluo, comer lo que se ha comido, separar lo que se ha unido, reunir lo que se ha dividido y reparar los defectos de la naturaleza».
Desde que el ser humano fabrica y maneja herramientas, ha empleado su ingenio también en el desarrollo de técnicas quirúrgicas cada vez más sofisticadas. Pero hasta la Revolución Industrial no se vencerían los tres principales obstáculos con los que se encontró esta especialidad médica desde sus inicios: la hemorragia, el dolor y la infección. Los avances en estos campos han transformado la cirugía, de un «arte» arriesgado (y menospreciado por ello), a una disciplina científica capaz de los más asombrosos resultados.

## Generalidades
La profesión de cirujano y la de médico han sufrido numerosos encuentros y desencuentros a lo largo de la historia. En general, el cirujano (barbero, arreglador...) ha sido considerado el técnico, mientras el médico (más relacionado históricamente con el sacerdote o el chamán) era el auténtico sanador. Durante el desarrollo de la medicina moderna, la enseñanza de ambas disciplinas se agrupó en una misma formación académica que en la mayoría de países desarrollados permite la obtención de una titulación conjunta de licenciatura en medicina y cirugía. Buena parte de su historia, en cualquier caso, está íntimamente relacionada con la historia de la medicina en general. Las nuevas tecnologías aplicadas a la arqueología confirman que su origen se remonta al mismo origen del Homo sapiens, cuya vida al aire libre era objeto de numerosos accidentes, heridas y hemorragias, susceptibles de tratamiento quirúrgico mediante técnicas rudimentarias.

## Orígenes
Las primeras técnicas quirúrgicas se emplearon para el tratamiento de las heridas y traumatismos producidos en el curso de la vida a la intemperie. La combinación de estudios arqueológicos y antropológicos (en tribus cuyo modo de vida remeda al de los primeros seres humanos) ofrece información sobre métodos rudimentarios de sutura, amputaciones, drenajes o cauterizaciones de heridas con instrumentos candentes. Existen numerosos ejemplos: Una mezcla de salitre y azufre vertida en las heridas y a la que se prendía fuego, empleada por algunas tribus asiáticas; las técnicas de drenaje de los indios dakota, mediante el empleo de una caña de pluma «conectada» a una vejiga urinaria animal para succionar el material purulento; el hallazgo de agujas de la Edad de Piedra que podrían haberse empleado en suturas (los Masái emplean agujas de acacia con el mismo fin); o el ingenioso método desarrollado por algunas tribus de la India y Sudamérica, sellando las heridas menores mediante la aplicación de termitas o escarabajos a los que, tras morder los bordes aproximados de la herida, se les retuerce el cuello para dejar las cabezas rígidamente enganchadas a modo de grapas.

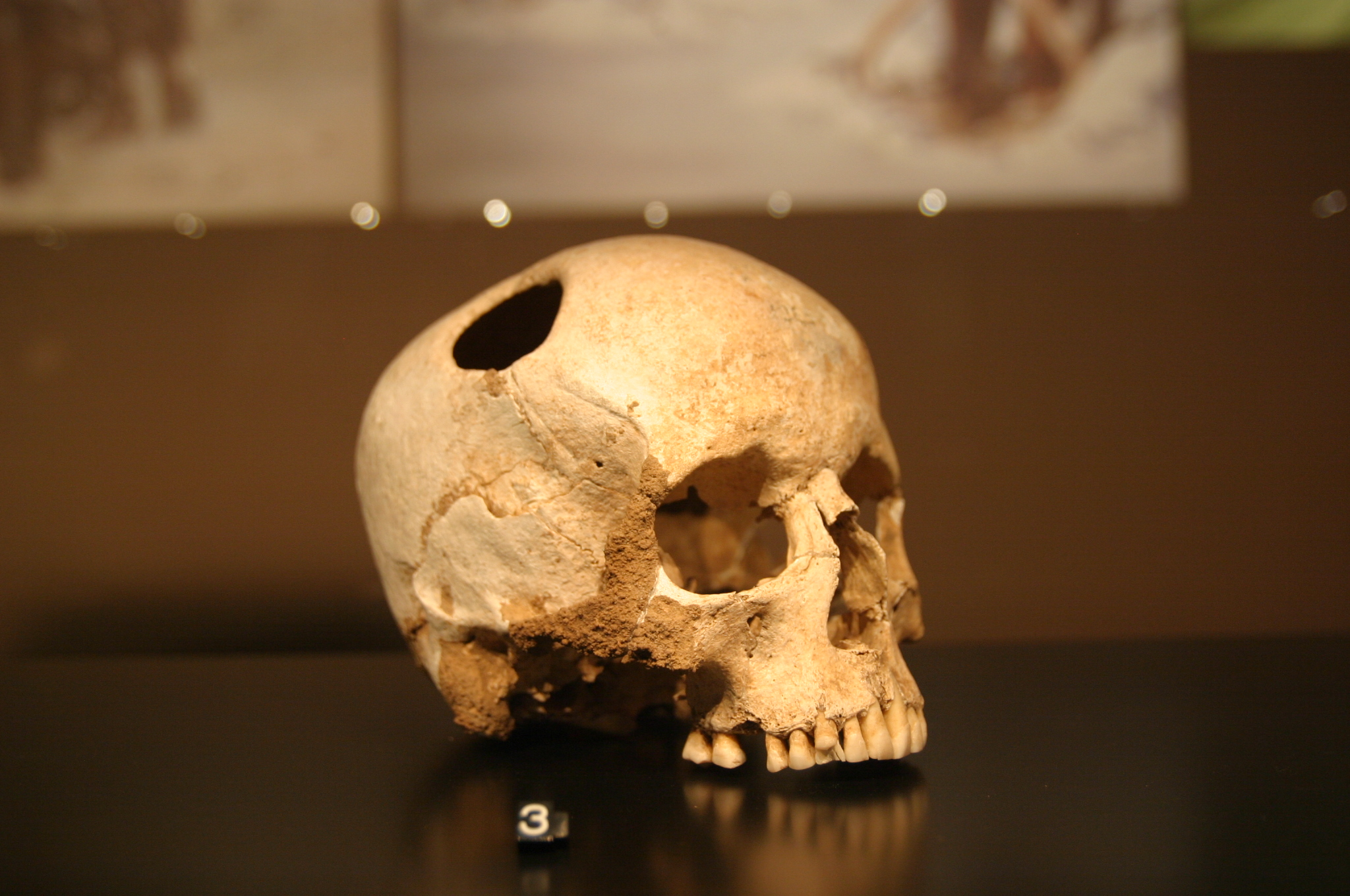
Cráneo datado en el Neolítico, 3500 a. C., conservado en el Museo de Historia Natural de Lausanne, trepanado posiblemente con sílex. Se cree que tras la operación el paciente sobrevivió.

Entre algunos tratamientos aplicados por los mexicas, según describen textos españoles durante la conquista de México, se encontraba esta recomendación para tratar las fracturas: «...el hueso roto debe ser entablillado, extendido y ajustado, y si esto no fuera suficiente se hará una incisión en los extremos del hueso, insertando una rama de abeto en la cavidad de la médula...». La medicina contemporánea desarrolló este método de fijación ósea en el siglo XX denominándose en la actualidad «fijación medular».
Existen hallazgos arqueológicos de cráneos con signos evidentes de trepanación (perforación de los huesos de la cabeza para acceder al encéfalo) datados en torno al año 3000 a. C. en los que se postula la supervivencia del paciente tras la intervención. Los más antiguos se han hallado en la cuenca del Danubio, pero existen hallazgos similares en excavaciones de Dinamarca, Polonia, Francia, Reino Unido, Suecia o España.
Folke Henschen, médico e historiador sueco, afirma que los hallazgos arqueológicos soviéticos de la ribera del río Dnieper en la década de los sesenta demuestran la existencia de trépanos en cráneos datados en el Mesolítico lo que dejaría la fecha en torno al año 12 000 a. C.
Las evidencias que apoyan la teoría de la supervivencia de muchos de estos individuos trepanados incluyen la formación de nuevo tejido óseo o callos óseos alrededor del orificio del trépano. En algunos estudios las tasas de supervivencia superan el 50 %.
Otra técnica quirúrgica de la que existen evidencias desde hace miles de años es la anestesia. El alcohol (árabe al-khwl الكحول, o al-ghawl الغول) es posiblemente uno de los anestésicos más antiguos, y existe constancia de su empleo varios miles de años antes de nuestra era. También se conoce el uso del opio desde hace milenios (algunos cilindros babilonios y bajorrelieves mesopotámicos muestran cabezas de adormidera), con usos anestésicos además de los recreativos. Otras sustancias empleadas desde antiguo con este fin son el extracto de Cannabis sativa, el enebro común (Juniperus communis), el acónito, la planta de Erythroxylum coca o la mandrágora.

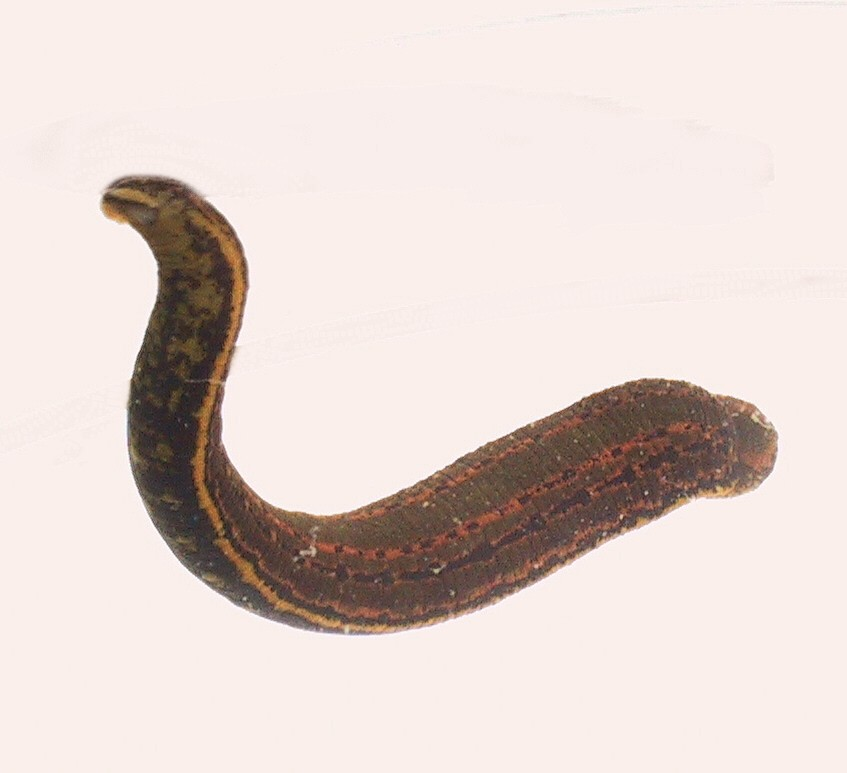
Hirudo medicinalis, la sanguijuela para sangrías.

Otra técnica de notable antigüedad es la de la sangría, o flebotomía, atestiguada en numerosas sociedades a lo largo de la historia (incas peruanos, India (Ayurveda), Griegos (Hipócrates),...), mediante instrumentos cortantes o sanguijuelas. En los papiros de Lahun se menciona la técnica de sangría empleada por algunos veterinarios egipcios. Esta técnica se extendió con gran éxito en occidente, de modo que en el Renacimiento podían encontrarse Calendarios de Sangría, que recomendaban su utilización en momentos determinados del año. Ha sido empleada para la curación de dolencias tan dispares como inflamaciones, infecciones, ictus cerebrales, en fases maníacas de algunas psicosis e incluso como método preventivo de otras muchas enfermedades.

### Mesopotamia
Beroso, filósofo caldeo del siglo III a. C. recoge múltiples tradiciones escritas sobre Babilonia (principalmente de los archivos de Borsippa) y llega a afirmar que desde que el dios Oannes enseñó al pueblo sumerio todo lo conocido sobre civilización, nada nuevo se ha inventado. Esta sorprendente afirmación deja de parecer tan hiperbólica cuando se analizan las tablillas sumerias y se evidencia todo lo que la civilización mesopotámica desarrolló o inventó varios miles de años antes de nuestra era.

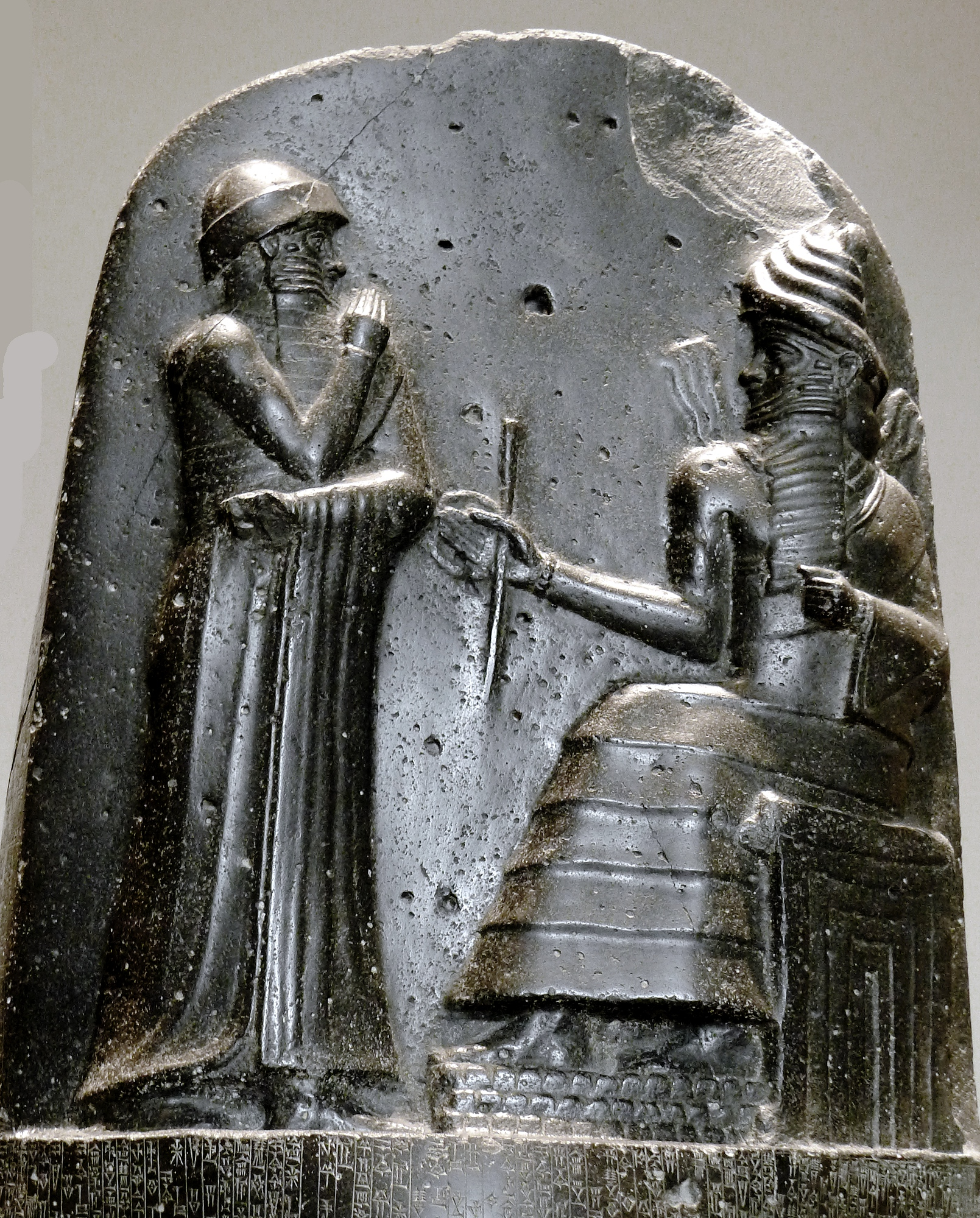
En el código de Hammurabi se incluyen algunas leyes referidas específicamente a la cirugía.

Unos 4000 a. C. se establece en Mesopotamia (entre los ríos Tigris y Éufrates) la civilización sumeria, poseedora de la forma de escritura más antigua conocida. De las 30.000 tablillas cuneiformes descubiertas, unas 800 tratan algún tema médico (una de ellas, la primera receta conocida). El nombre del primer cirujano conocido es Urlugaledin, del 4000 a. C., cuyo sello personal muestra dos cuchillos rodeados de plantas medicinales. Este sello se encuentra en el museo del Louvre de París.
El modelo de salud-enfermedad entre los sumerios se basaba en una concepción sobrenatural de la enfermedad: esta era un castigo divino impuesto por diferentes demonios tras la ruptura de algún tabú. De este modo, lo primero que debía hacer el médico era identificar cuál de los aproximadamente 6000 posibles demonios era el causante del problema. Para ello empleaban técnicas adivinatorias basadas en el estudio del vuelo de las aves, de la posición de los astros o del hígado de algunos animales. De este modo, la medicina estaba íntimamente ligada al sacerdocio, quedando la cirugía relegada a especialidad médica de segunda categoría.
No obstante,en el desarrollo de las técnicas quirúrgicas es notable: en Nínive se han encontrado instrumentos de bronce y obsidiana de elegante factura: bisturíes, sierras, trépanos, etc. El código de Hammurabi (hallado en Susa -Irán- y conservado en el museo del Louvre), por otra parte, ampara bajo su profusa legislación la especialidad de la cirugía. Algunos fragmentos de este código tratan específicamente sobre intervenciones quirúrgicas:

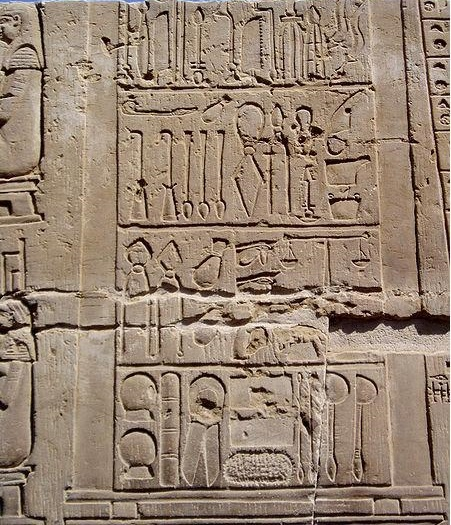
Herramientas quirúrgicas en un bajorrelieve del templo de Kom Ombo, Egipto.

Si un médico ha tratado a un hombre de una enfermedad grave y lo cura, o abre una hinchazón con un cuchillo y salva el ojo del paciente, ha de recibir diez siclos de oro. Si el paciente es un hombre libre, el pago será de cinco siclos. Si es un esclavo, el dueño pagará dos siclos

Si un médico causa una herida grave con un bisturí al esclavo de un hombre libre y lo mata, el médico debe sustituir al esclavo por otro. Si trata a un hombre libre y le causa una herida mortal, o si ha abierto un absceso y el hombre libre queda ciego, se le cortarán las manos

### Egipto
En torno al año 3100 a. C. comienza el período de esplendor de la civilización egipcia, cuando Narmer, el primer faraón, establece la capital en Menfis. Al igual que ocurre con la civilización sumeria y la escritura cuneiforme se conservan una amplia serie de documentos sobre esta civilización gracias al empleo de la escritura jeroglífica.
De la primera época monárquica (2700 a. C.) data el primer tratado de cirugía, escrito por Imhotep, visir del faraón Necherjet Dyeser, sacerdote, astrónomo, médico y primer arquitecto del que se tiene noticia. Tal fue su fama como sanador que acabó deificado, considerándose el dios egipcio de la medicina. Otros médicos notorios del Imperio Antiguo (del 2500 al 2100 a. C.) fueron Sachmet (médico del faraón Sahure) o Nesmenau, algo así como director médico de su época.
En una de las jambas de la entrada del templo de Menfis se encuentra el grabado más antiguo de una intervención quirúrgica: una circuncisión. De los muchos papiros que se conservan se conocen nueve sobre materias médicas, de los que el más conocido e importante es el bautizado como su descubridor: Georg Ebers.

#### El papiro Ebers

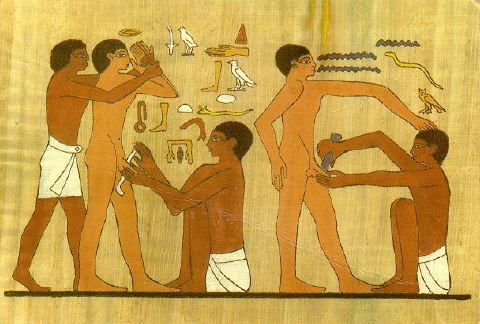
Grabado representando una circuncisión en una tumba de Saqqara, frente a Menfis, Egipto.

El papiro Ebers, conservado en la universidad de Leipzig, es considerado uno de los tratados de medicina más antiguos conocidos. Se data su elaboración en torno al año 1550 antes de nuestra era y su longitud es de unos 20 metros. Incluye recetas, una farmacopea y la descripción de numerosas enfermedades, así como algunos tratamientos cosméticos. Sobre cirugía existen algunas menciones al tratamiento de las mordeduras de cocodrilo o de las quemaduras. Recomendaba el drenaje de las hinchazones grasas, aunque advertía de determinadas patologías de la piel que no debían ser tocadas.

Si encuentras la gran hinchazón del dios Xenus en una extremidad, es odiosa y puede producir mucho pus; algo como viento se forma en ella y provoca irritación. La hinchazón te dice con voz fuerte: ¿No es la más repulsiva de todas las llagas purulentas? Mancha la piel y crea figuras. Todos los miembros llegan a parecerse al que fue afectado primero. Entonces debes decir: ¡Es la hinchazón del dios Xenus! ¡No la toques!

#### El papiro Edwin Smith
El papiro Edwin Smith es un documento, algo menos conocido, datado en el año 1600 a. C. y de tan sólo 5 metros, es un manual de cirugía traumática de sorprendente calidad para la época. Como ejemplo, una aproximación diagnóstica interesante tras un traumatismo craneoencefálico:

Si visitas a un hombre con una herida profunda en la cabeza debes palparla, incluso aunque el enfermo tiemble intensamente. Pídele que levante la cabeza y observa si le duele al abrir la boca y si el corazón le late débilmente. Observa si tiene saliva alrededor de la boca y si gotea o no, y si sangra por la nariz y los oídos, y si tiene el cuello rígido, o no puede mover la cabeza a los lados

En el anexo final de este manuscrito se describe con detalle como tratar una dislocación de mandíbula, y las exhaustivas descripciones anatómicas, cuyo posible origen esté en la depurada técnica de embalsamamiento, no serán superadas hasta muchos siglos más tarde.The Smith Papyrus también describe un tratamiento para reparar una nariz rota y el uso de suturas para cerrar heridas.

### China

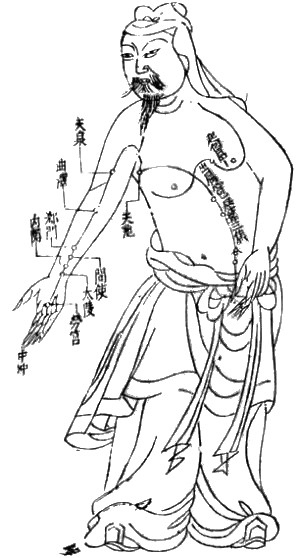
Mapa de puntos de aplicación de acupuntura. Dinastía Ming.

Desde la segunda mitad del siglo XX la medicina occidental (cuya corriente imperante es de marcada tendencia biologicista) acepta, no obstante, la coexistencia de un modelo de salud-enfermedad basado en un paradigma ambientalista o integral: la enfermedad es el resultado de la desaparición del equilibrio natural entre el ser vivo y su entorno, el medio ambiente que lo rodea. Este desequilibrio o falta de armonía entre el individuo y el ambiente constituyen el eje principal del milenario modelo oriental. La medicina china tradicional describe el equilibrio de cinco elementos que considera fundamentales: agua, tierra, fuego, madera y metal. A su vez, el equilibrio es el resultado de la presencia de dos fuerzas: el Yin y el Yang, actuando simultáneamente.
El manual médico chino más antiguo conocido está datado en torno al año 2600 a. C. y se le conoce con el nombre de Nei Ching. Este texto se atribuye al emperador amarillo, Huang Di (aunque historiadores modernos consideran que fue compilado de fuentes antiguas por un estudioso entre las dinastías Zhou y Han, más de 2000 años más tarde) y desarrolla muchos conceptos médicos interesantes para la época. Sin embargo, el tabú de respetar los cadáveres humanos parece haber restado conocimientos de anatomía quirúrgica, siendo sus principales tratamientos quirúrgicos superficiales o de menor importancia (cauterización de heridas, masajes en patologías traumatológicas, etc.).
La medicina china desarrolló, a cambio, una disciplina a caballo entre la medicina y la cirugía denominada acupuntura: según esta, la aplicación de agujas sobre alguno de los 365 puntos de inserción (o hasta 600 según las escuelas) restauraría el equilibrio perdido entre el Yin y el Yang.

### India
La civilización hindú describe en el Atharvaveda algunos procedimientos médicos, ampliados parcialmente en el Ayurveda, dos de sus libros sagrados. Este último, datado en el año 800 a. C. es el precursor de un tratado de cirugía hindú conocido como Susruta Samhita. Susruta es el supuesto autor (pionero en la instrucción del aprendizaje anatómico basado en cadáveres) y la datación de esta compilación es confusa, oscilando según los autores entre el 800 a. C. y el 400 d. C. En este tratado se describen técnicas quirúrgicas ingeniosas posteriormente reinventadas por la medicina contemporánea: la reducción de fracturas mediante férulas, sutura de heridas, fístulas cauterizadas o drenaje de abscesos. Este manual contiene un anexo que lista y representa gráficamente 121 instrumentos quirúrgicos diferentes.
La medicina hindú es la primera en desarrollar técnicas específicas de cirugía plástica: desde reparaciones para deformidades del pabellón auricular tras la perforación para colocar pendientes hasta una elaborada técnica de rinoplastia, presumiblemente desarrollada en ladrones tras ser aplicada la ley de amputación de la nariz prevista para este delito.
También se describen métodos quirúrgicos de eliminación de cálculos renales, cálculos vesicales e incluso un método para intervenir las cataratas:

El médico escoge una mañana luminosa y se sienta en un escabel a la altura de las rodillas. Frente a él se encuentra el paciente quien, una vez lavado y comido, se sienta atado al suelo. El médico palpa la impureza del ojo y a continuación el paciente mira hacia su nariz mientras un ayudante le sujeta con fuerza la cabeza. El cirujano toma una lanceta con los dedos índice, corazón y pulgar, la dirige al borde de la pupila, a medio dedo de la parte negra y a un cuarto de dedo del ángulo externo del ojo, y la mueve hacia arriba. Corta el ojo izquierdo con la mano derecha y el ojo derecho con la mano izquierda. Si corta bien, se escucha un ruido y sale una gota de agua

### América precolombina

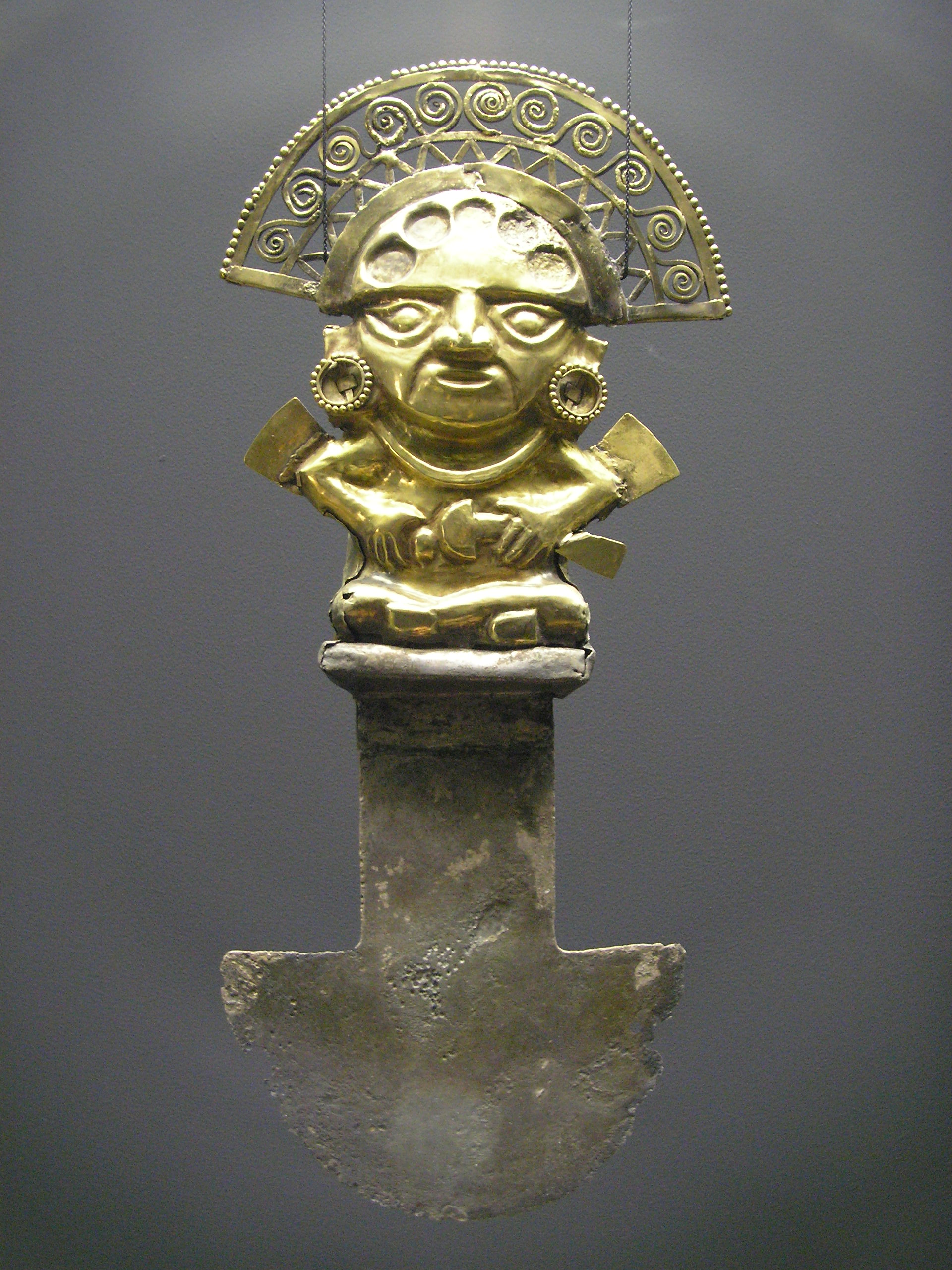
Un cuchillo «tumi» peruano.

Existen numerosos hallazgos arqueológicos que demuestran la práctica de la trepanación por todo el continente americano (incluidas las civilizaciones de la antigua América América del Norte). Pero el mayor desarrollo de la cirugía se alcanzó en las dos principales civilizaciones del centro-sur: Azteca e Inca. Aunque en general la concepción de la salud-enfermedad es de tipo animista o espiritual, el profundo conocimiento de hierbas y principios naturales dotó de un arsenal importante a estas culturas: Se pueden destacar el uso de la coca (Erytroxilon coca), el yagé (Banisteriopsis caapi), el yopo (Piptadenia peregrina), el pericá (Virola colophila), el tabaco (Nicotiana tabacum), el yoco (Paulinia yoco) o el curare y algunas daturas como agente anestésico.
Cabe destacar el hallazgo de la primera escuela de medicina en Monte Albán, próximo a Oaxaca, datada en torno al año 250 de nuestra era, donde se han encontrado unos grabados anatómicos entre los que parece encontrase una intervención de cesárea, así como la descripción de diferentes intervenciones menores como la extracción de piezas dentarias, la reducción de fracturas o drenaje de abscesos. Existe documentado en Monte Albán hacia el siglo III de nuestra era, los primeros cráneos trepanados con signos de cicatrización.
Entre los aztecas se establece una diferencia entre el médico empírico (algo así como el «barbero» tardomedieval europeo) o Tepatl y el médico chamán (Ticitl) más versado en procedimientos mágicos. Incluso algunos sanadores se podían especializar en áreas concretas encontrándose ejemplos en el códice Magliabecchi de fisioterapeutas, comadronas o «cirujanos», propiamente dichos. El traumatólogo, o «componedor de huesos» era conocido como Teomiquetzan, experto sobre todo en heridas y traumatismos producidos en combate. La Tlamatlquiticitl o comadrona hacía seguimientos del embarazo, pero podía realizar embriotomías en caso de aborto. Es de destacar el uso de oxitócicos (estimulantes de la contracción uterina) presentes en la planta de Cihuapatl.
Los conocimientos de anatomía (basados en la experiencia aportada por guerras y sacrificios rituales) avalan una técnica quirúrgica y traumatológica notablemente avanzada, siendo común la utilización de férulas y un variado instrumental quirúrgico. Las herramientas quirúrgicas son muy variables entre las diferentes civilizaciones americanas, desde pequeños punzones de hueso a auténticos bisturíes con mango como los atestiguados entre los Karimé, o el tumi, de manufactura Moche y símbolo de la medicina peruana. La amputación no era un medio terapéutico para salvar a un paciente, al contrario, amputar un pie o pierna era signo de «fuera de combate» a los soldados de línea, al eviscerar abdomen, signo de triunfo contra comandantes de mediana jerarquía, como se ve en las estelas de Bonampak;[cita requerida] la decapitación era el máximo signo de derrota contra un comandante o rey, las amputaciones de miembros simbolizaban la derrota contra grandes guerreros, estas siempre se hacían con perfección en pleno combate resecando por la articulación coxo femoral y era un signo de buena suerte al conservar el fémur del combatiente derrotado; la Coyolxauquy es el resumen del máximo grado de triunfo y de derrota contra un enemigo. 
Francisco López de Gómara en su Historia de Indias describe las diferentes prácticas médicas con las que se encontraron los invasores españoles:

chupan do hay dolor, para sacar el mal humor que lo causa; no escupen aquello do el enfermo está, sino fuera de la casa. Si el dolor crece, o la calentura y el mal del doliente, dicen los piaches que tiene espíritus, y pasan la mano por todo el cuerpo. Dicen palabras de cucante, lamen algunas coyunturas, chupan recio y menudo, dando a entender que llaman y sacan el espíritu

El Códice Badiano, de Juan Badiano, compila buena parte de las técnicas conocidas por el indígena Martín de la Cruz (1552), incluyendo un curioso listado de síntomas que presentan los individuos que van a morir.
Basta decir cómo Hernán Cortés sobrevivió a una herida penetrante de cráneo con exposición de masa encefálica, curada por los Médicos Tlaxcaltecas; de no estar avanzada la cirugía prehispánica, el conquistador no hubiera sobrevivido.
Se han encontrado también cirugías a nivel cefálico en culturas preincaicas, como la de Paracas, las famosas trepanaciones craneanas, cabe destacar también el uso de prótesis en estas; con placas de oro.

## Antigüedad

### Grecia

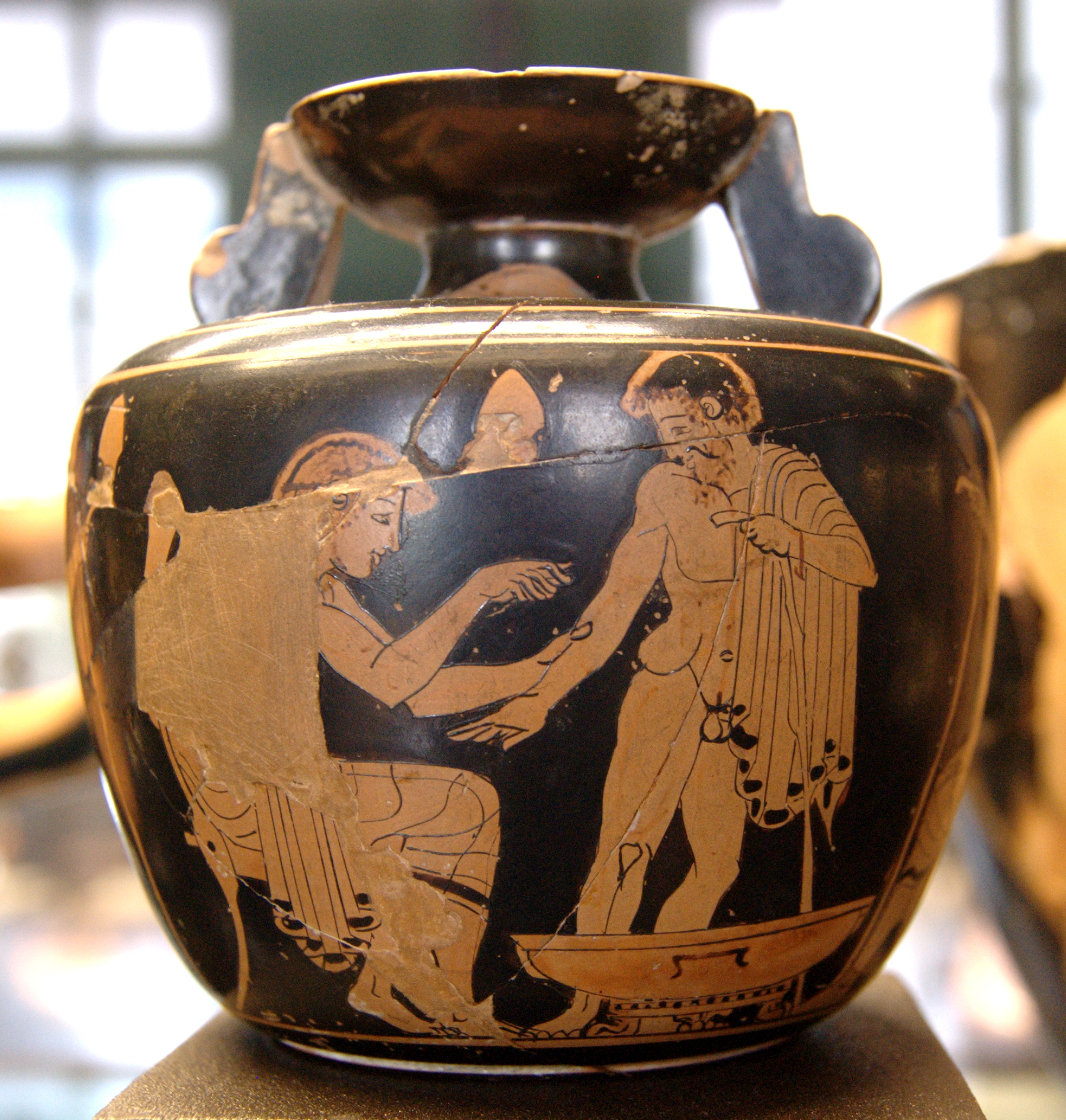
Vasija griega del 480-470 a. C. representando una escena quirúrgica.

En torno al mar Egeo se desarrolló entre los años 2500 y 1500 a. C. la cultura Minoica, precursora de la civilización griega. En 1971, durante una excavación arqueológica en Nauplia, se encontraron en una tumba micénica numerosos instrumentos médicos, datados en unos 1500 años antes de nuestra era (cuchillos, tijeras, pinzas, algunas sondas...) atribuidos por algunos autores al mítico (entre los griegos) médico Palamidas.
La obra griega escrita más antigua que incluye conocimientos sobre medicina son los poemas homéricos: La Ilíada y La Odisea. En la primera se describe, por ejemplo, el tratamiento que recibe el rey Menelao tras ser alcanzado por una flecha en la muñeca durante el asedio a Troya: el cirujano resulta ser Asclepio, el dios de la medicina griega, educado en la ciencia médica por el centauro Quirón. De su nombre deriva esculapio, un antiguo sinónimo de médico, y el nombre de Hygieia, su hija, sirvió de inspiración para la actual rama de la medicina preventiva denominada Higiene. A Asclepio se atribuye también el origen del caduceo o Vara de Esculapio, símbolo médico universal en la actualidad.
Pero la figura médica por excelencia de la cultura griega clásica es Hipócrates. Este médico, nacido en Cos en el año 460 a. C. es considerado el padre de la medicina moderna, y su vida coincide con la edad de oro de la civilización helena y su moderna cosmovisión de la razón frente al mito. Fundó una escuela sobre los principios del denominado juramento hipocrático que aún hoy recitan (de forma ritual, no literal) los recién licenciados en medicina y cirugía de muchos países occidentales. Los campos médicos abarcados por Hipócrates incluyen la medicina interna, la higiene, la ética médica o la dietética. Sobre cirugía incluye numerosas notaciones en sus escritos. A modo de ejemplo, esta definición de la especialidad y de cómo debe ejercer un cirujano:

La cirugía trata del paciente, el cirujano, los ayudantes y los instrumentos: el tipo y la orientación de la luz; la colocación idónea del paciente y los instrumentos; la hora, el método y el lugar. El cirujano debe sentarse en un lugar bien iluminado y confortable, para él y para el paciente. Las uñas deben cortarse ralas. El cirujano debe aprender a manejar sus 
dedos mediante la práctica continua, siendo de especial importancia el índice y el pulgar. Han de moverse bien, con elegancia, deprisa, con agilidad, limpieza y al momento

En los tratados de cirugía del corpus hipocrático se advierte una notable exactitud anatómica, y sorprenden algunas propuestas terapéuticas de plena vigencia en la actualidad, como el drenaje del empiema pleural o los tratamientos sugeridos para los traumatismos craneales. Las propuestas para reducción de fracturas incluían el diseño de diversos soportes físicos (banco hipocrático, escalera hipocrática, soporte de reducción de fracturas de húmero o poleas de extensión) de ingeniosa factura y probada eficacia.
Tras Hipócrates la siguiente figura médica griega de interés es Aristóteles. Este pensador polifacético aprendió medicina de su padre, pero no consta un ejercicio asiduo de esta disciplina. En cambio su escuela peripatética fue la cuna de varios médicos y cirujanos insignes de la época: Diocles de Caristo, Praxágoras de Cos o Teofrasto de Eresos son algunos ejemplos. Esta escuela, sin embargo, no aportó novedades destacables en materia de cirugía.
En torno al año 300 a. C. Alejandro Magno conquista Alejandría, la ciudad que en poco tiempo se convertiría en el referente cultural del Mediterráneo y Oriente Próximo. La escuela alejandrina compiló y desarrolló todos los conocimientos sobre medicina (como de muchas otras disciplinas) conocidos de la época, contribuyendo a formar algunos destacados cirujanos. Se recoge el nombre de Herófilo de Calcedonia, como el primero en realizar disecciones en público, e incluso algunas fuentes apuntan la posibilidad de que los Ptolomeos pusieran a su disposición reos condenados a muerte para practicar vivisecciones. Este clínico se interesó por el estudio del sistema nervioso y digestivo.
Otro médico notable de la escuela alejandrina fue Erasístrato de Ceos, descubridor del colédoco (conducto de desembocadura de la bilis en el intestino delgado, y del sistema de circulación portal (un sistema venoso que atraviesa el hígado con sangre procedente del tracto digestivo).
Paralelamente, se desarrolla la escuela empirista, cuyo principal exponente médico fue Glauco de Tarentio (siglo I a. C.). Podría considerarse a Glauco como el precursor de la medicina basada en la evidencia, ya que para él solo existía una base fiable: los resultados fundados en la experiencia propia, en la de otros médicos o en la analogía lógica, cuando no existían datos previos para comparar. Bajo este paradigma filosófico se desarrollaron técnicas quirúrgicas como la intervención de cataratas o la litotomía (extracción de cálculos renales mediante una incisión en vejiga o uréter).

### Roma

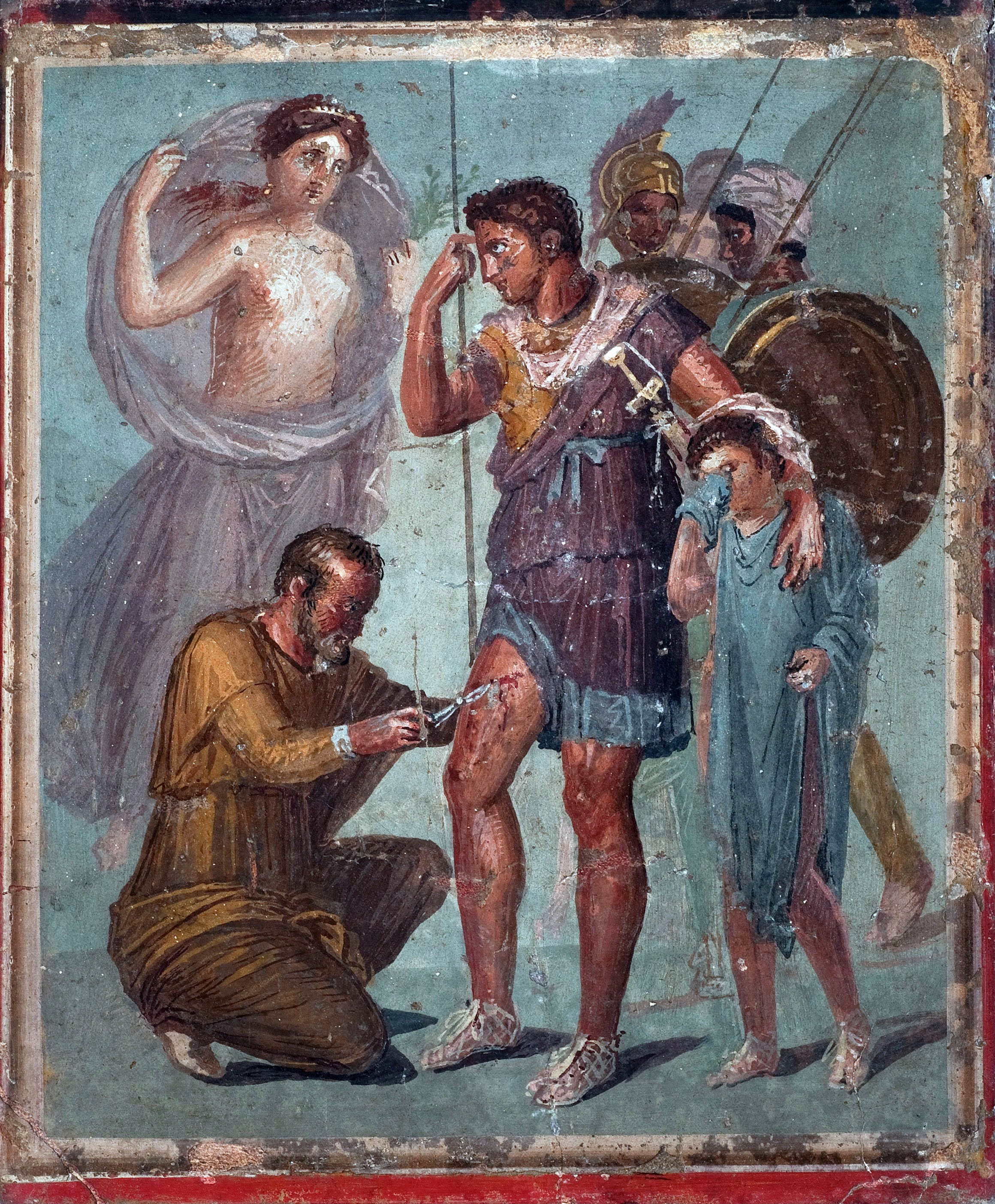
Iapix extrayendo una flecha de la pierna de Eneas, fresco de Pompeya.

La civilización etrusca, antes de importar los conocimientos de la cultura griega, apenas había desarrollado un corpus médico de interés, si se exceptúa una destacable habilidad en el campo de la odontología: en varios yacimientos etruscos se han encontrado prótesis dentales fijas, móviles, con alambre de oro, con dientes naturales y artificiales, e incluso algunas coronas de oro fundido.
Uno de los pocos cirujanos romanos conocidos de la era precristiana fue Arcagato del Peloponeso (citado por Plinio en su Naturalis Historia, también refiere que inicialmente su apodo era  Vulnarius (curaheridas), pero sus métodos y sucesivos fracasos le valieron el nuevo apelativo de Carnifex, el ejecutor. 
Entre los años 25 a. C. y 50 de nuestra era vivió otra figura médica de importancia: Aulo Cornelio Celso. En realidad no hay constancia de que ejerciera la medicina, pero se conserva un tratado de medicina (De Re Medica Libri Octo) que describe por primera vez la técnica quirúrgica de la ligadura, o en el que propone la utilización a modo de férula para el tratamiento de las fracturas de materiales semirrígidos o moldeables como la cera. Describe también hasta 50 tipos de instrumentos quirúrgicos. Se trata de una vasta obra que incluye tratamientos para heridas, hemorragias, heridas de flecha o varices, y atribuye a la cirugía una importancia capital entre las especialidades médicas. Así describe Celso al cirujano ideal:

El cirujano debe encontrarse en la madurez de la vida, tener mano rápida y firme, que nunca vacile, y tan rápida la derecha como la izquierda; vista aguda y clara; aspecto tranquilo y compasivo, ya que su deseo es curar a los pacientes, y a la vez, no dejar que sus gritos le hagan apresurarse más de lo requieren las circunstancias, ni cortar menos de lo debido; tampoco permite que los aullidos del paciente causen mella en él ni en su trabajo

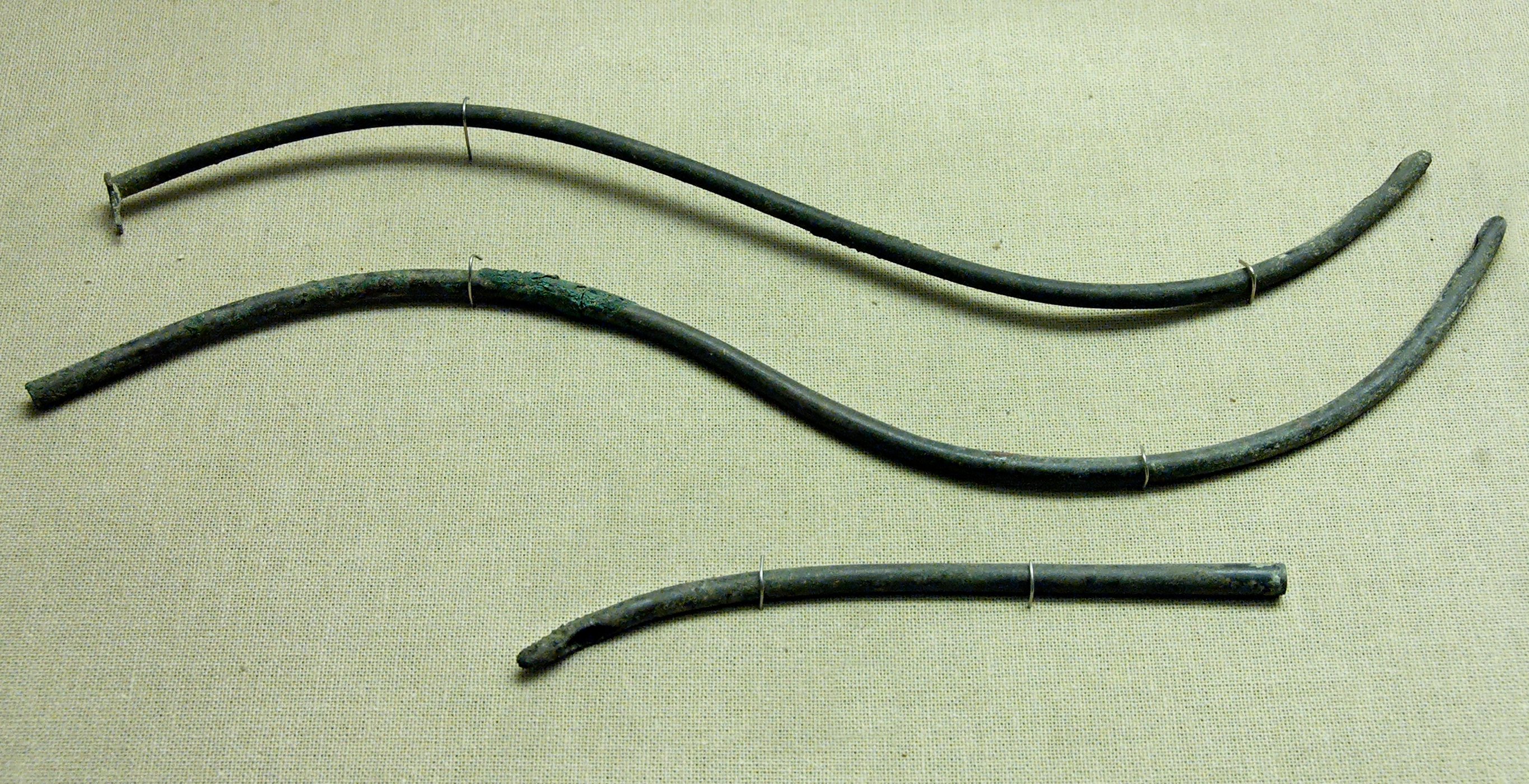
Catéteres romanos. Siglo I a. C.

En Roma la casta médica se organizaba ya (de un modo que recuerda a la actual división por especialidades) en médicos generales (medici), cirujanos (medici vulnerum, chirurgi), oculistas (medici ab oculis), dentistas y los especialistas en enfermedades del oído.
Las legiones romanas disponían de un cirujano de campaña y un equipo capaz de instalar un hospital en pleno campo de batalla para atender a los heridos durante el combate. Uno de estos médicos legionarios fue Dioscórides, el autor del manual farmacológico más empleado y conocido hasta el siglo XV. Sus viajes con el ejército romano le permitieron recopilar un gran muestrario de hierbas y sustancias medicinales y redactar su magna obra: De Materia Medica.
Pero la figura médica romana por excelencia fue Galeno, cuya influencia (y errores anatómicos y fisiológicos) perduraron hasta el siglo XVI (el primero en corregirlo fue Vesalio). Galeno de Pérgamo nace en el año 130 de nuestra era, bajo influencia griega y al amparo de uno de los mayores templos dedicados a Esculapio (Asclepio). Estudió medicina con dos seguidores de Hipócrates: Estraconio y Sátiro, y aún después visitó las escuelas de medicina de Esmirna, Corinto y Alejandría. Finalmente viajó a Roma, donde su fama le llevó a ser elegido médico del emperador (Marco Aurelio). Sin embargo, en Roma las autopsias estaban prohibidas, por lo que sus conocimientos de anatomía se fundaban en disecciones de animales, lo que le llevó a cometer algunos errores. En el campo de la cirugía describió la presencia de los nervios laríngeos recurrentes, cuyo corte accidental en una intervención de bocio puede provocar la pérdida de la voz; su dedicación al tratamiento de las heridas de los gladiadores le hizo merecedor de una gran fama como cirujano y traumatólogo; constan varias intervenciones nuevas y exitosas como la reparación de un labio leporino, o la extirpación de pólipos nasales. Murió en torno al año 200 de nuestra era, dejando un legado no siempre beneficioso para el progreso de la medicina, pero de indudable valor. Su nombre, al igual que el de Esculapio, se convirtió en sí mismo en sinónimo de médico.

La cirugía es el movimiento incesante de manos firmes y experimentadas.
Galenvs, Definitiones Medicae XXXV.

Areteo de Capadocia no obtuvo la fama y el reconocimiento público de Galeno, pero el escaso material escrito que se ha conservado demuestra un gran conocimiento y un aún mayor sentido común. No se conocen muchos datos de este modesto médico romano, salvo su procedencia turca y que vivió durante el primer siglo después de Cristo. Debió formarse en Alejandría (donde se permitían las autopsias), ya que sus conocimientos de anatomía visceral son muy completos. Sus obras contienen pocas reflexiones teóricas y al menos uno de sus libros trata de cirugía (aunque de este no se conoce ningún ejemplar, solo se sabe de su existencia por alusiones). Es el primer médico en describir el cuadro clínico del tétanos, y a él se deben los nombres actuales de la epilepsia o la diabetes.

### Bizancio
El Imperio Romano Oriental fue, tras la división por la muerte de Teodosio, el heredero de la cultura y la medicina griegas. En su afán por recuperar, o no perder, los conocimientos clásicos, la cultura bizantina ejerció una función fundamental recopilando y catalogando lo mejor de las tradiciones griega y romana. El médico personal de Juliano el Apóstata, Oribasios recogió en 70 volúmenes (Las Sinagogas médicas) todo el saber médico hasta esa fecha. Siguiendo con ese espíritu compilador, pero poco innovador encontramos a Alejandro de Tralles (hermano del arquitecto de la basílica de Santa Sofía), o Etión de Amida, del siglo VII, este último especialmente dedicado a la cirugía. Entre sus obras se cuenta un tratado sobre aneurismas (De vasorum dilatatione) y muchos capítulos sobre cirugía ginecológica. El último cirujano del imperio bizantino fue Pablo de Egina (607-690), quien desarrolló algunas técnicas para la cirugía del bocio.

## Edad Media
Véase Categoría:Médicos medievales

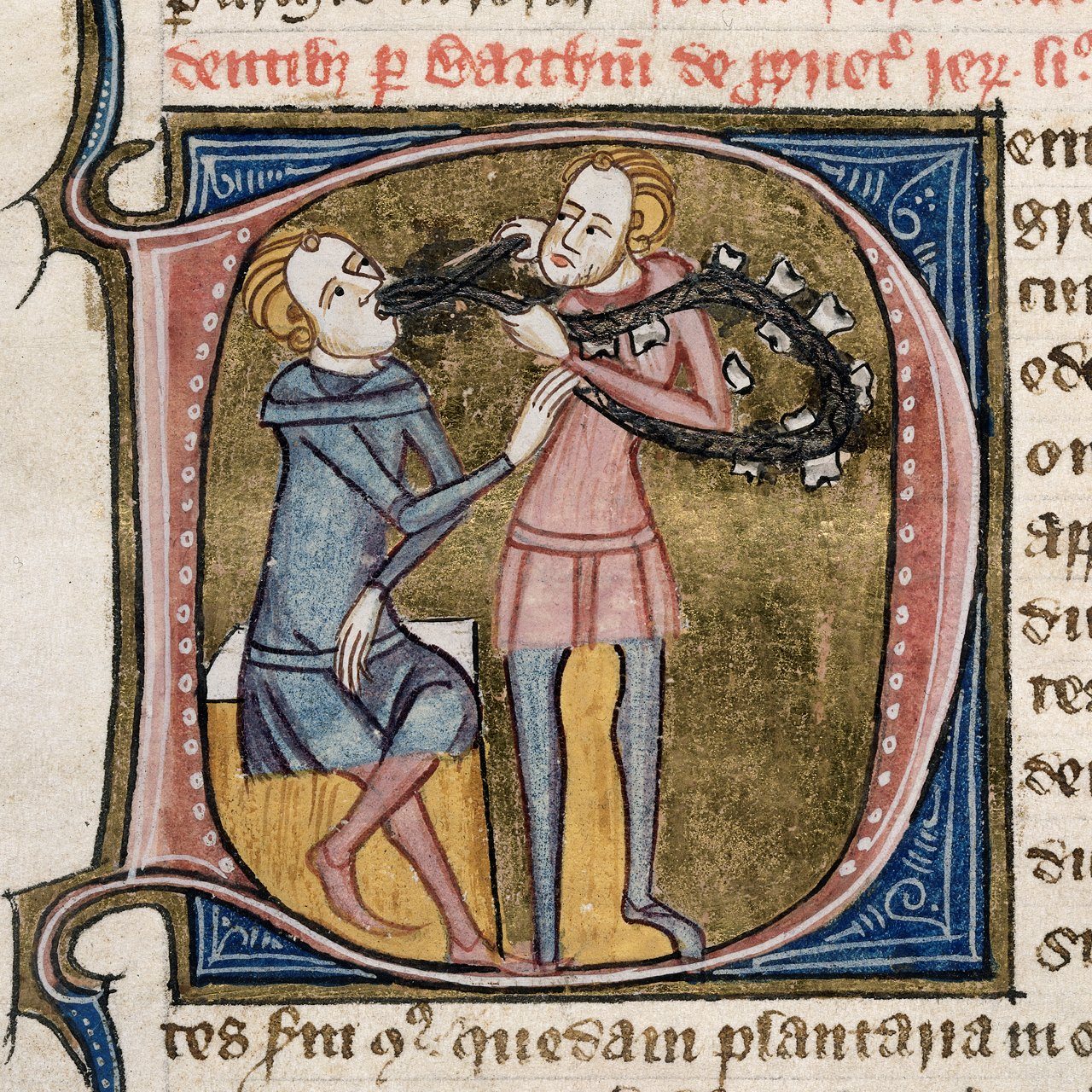
Miniatura del Omne Bonum, de James Le Palmer, 1360, donde se representa una escena de extracción dentaria para ilustrar una letra D capital.

La concepción teocentrista del cosmos propia de este período no estimulaba averiguar el origen físico de las enfermedades. De hecho, aunque existieron investigaciones en ese sentido, muchos médicos afrontaron todo tipo de problemas, no tanto por seguir un método científico que no se había definido aún, sino por la colisión de sus proposiciones con el paradigma dominante. La enfermedad era un castigo divino y su curación se fundaba en el arrepentimiento y la penitencia. La voluntad de Dios estaba por encima de la habilidad del cirujano, lo que acabó por infundir un nihilismo terapéutico poco resolutivo.
Por otra parte el movimiento monacal, procedente de oriente, comienza en el siglo V a extenderse por Europa. En los monasterios se acoge a peregrinos, enfermos y desahuciados, comenzando a formarse el germen de los hospicios u hospitales, aunque la medicina practicada por monjes y sacerdotes carecía, en general, de base racional. En el Concilio de Clermont, en 1130, llegó a prohibirse a todo clérigo el estudio de cualquier forma de medicina, y en el cuarto Concilio de Letrán (1215) se separa a los internistas de los cirujanos debido a la mala fama que van adquiriendo estos últimos («sajadores»), en parte propagada por los primeros («garladores»).
Existen antecedentes de estructuras similares a hospitales en la India o en Roma, pero su extensión y concepción actual se debe al modelo monástico iniciado por San Benito en Montecasino, y a sus variantes posteriores denominadas leproserías o lazaretos, en honor a su fundador San Lázaro.
Pero el mayor hospital conocido de la época se encontraba en El Cairo: Al-Mansur, recinto hospitalario fundado en 1283 se encontraba ya dividido en salas de especialidades médicas, al modo actual, contaba con una sección de dietética coordinada con la cocina del hospital, una sala para pacientes externos, sala de conferencias y biblioteca.

### Árabes

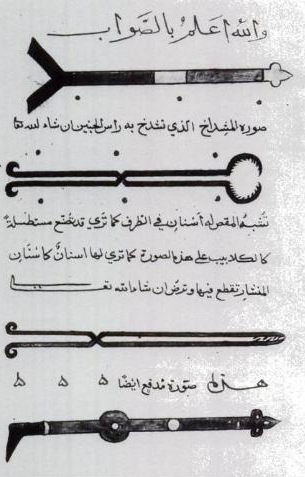
Instrumental quirúrgico representado en una copia del del manuscrito de Abulcasis.

Siguiendo las enseñanzas de Mahoma: «Buscad el saber aunque hayáis de ir a China» o «Quien deje su casa para dedicarse a la ciencia, sigue los pasos de Alá» el mundo árabe supo recoger las enseñanzas de las culturas con las que convivió.
Entre los musulmanes, Al Hakim (El Médico) era sinónimo de sabio maestro. Los médicos árabes tenían la obligación de especializarse en algún campo de la medicina, y existían clases dentro de la profesión: De mayor a menor categoría encontramos al Hakim (el médico del maristán, hospital), Tahib, Mutabbib (médico en prácticas) y Mudawi (médico cuyo conocimiento es meramente empírico).
En todos los manuales médicos árabes se encuentran grandes capítulos o secciones dedicados a la cirugía, inspirados en la tradición alejandrina, aunque originalmente aprendidos no en Alejandría, sino en Gundishapur (Persia), donde los exiliados nestorianos se empleaban en la tarea de traducir las principales obras clásicas del griego al árabe. Allí se formó la primera hornada de médicos árabes, bajo las enseñanzas de Hunayn ibn Ishaq (808-873), quien llegó a ser médico personal del califa Al-Mamum. Desde ese puesto fundó la primera escuela médica del Islam.

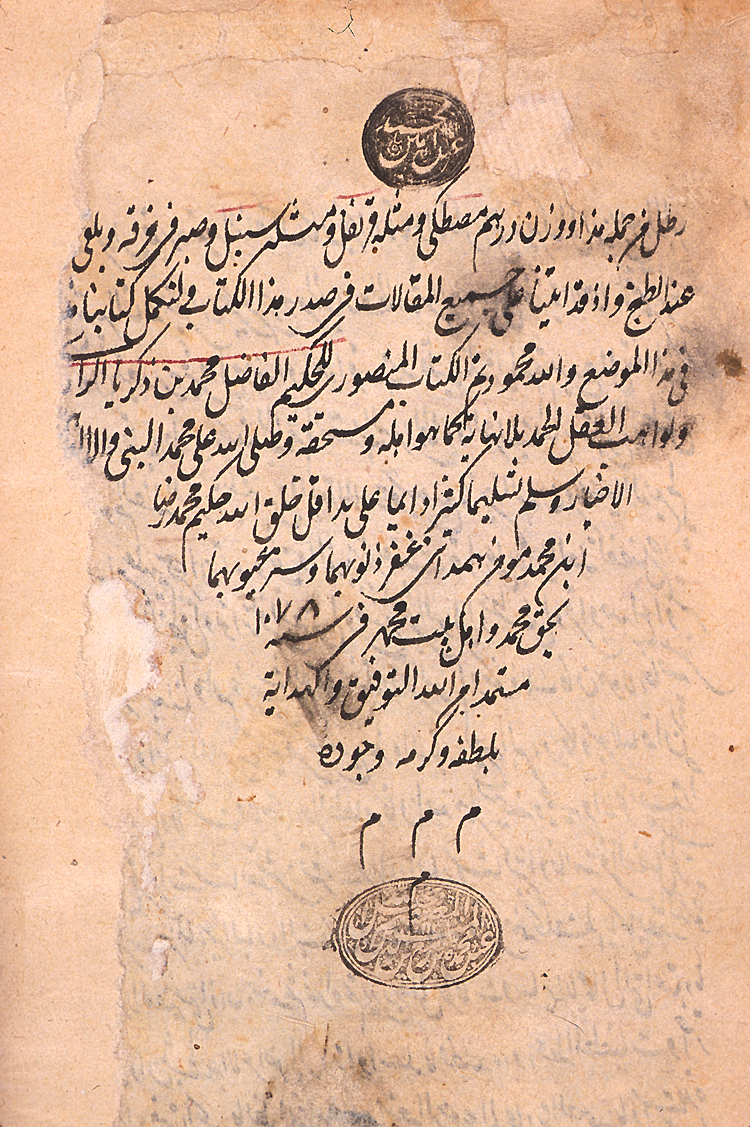
Cubierta de Kitab-el-Mansuri, obra médica de Rhazes.

Años después descollará Abu Bakr Muhammed ibn Zakkariya, de sobrenombre Al-Razi o Rhazes. Médico del califa y director fundador del hospital de Bagdad, se cuenta que para decidir su ubicación colgó cadáveres de animales en los cuatro puntos cardinales de la ciudad, optando por la localización en la que tardó más en producirse la descomposición. No consta un especial interés en la cirugía, excepto alguna propuesta de extracción de molares cariados incluida en su obra médica (Kitab-el-Mansuri).
A pesar de su trascendencia como figura médica del islam, Ali ibn Sina (Avicena) (980-1037), no incluyó en su Canon ningún tratamiento quirúrgico de interés, recomendando la cauterización como método general quirúrgico. De modo similar, los filósofos y médicos hispanos Avempace (h. 1080-1138) y Averroes (1126-1198) apenas desarrollaron la materia quirúrgica en sus obras médicas, dedicadas preferentemente a las plantas medicinales.
Abulcasis (Abul Qasim Al Zaharawi) es el primer «especialista» cirujano conocido del mundo islámico. Nació en Medina Azahara en el año 936 y vivió en la corte de Abderramán III. Su principal obra compilatoria es  Kitàb al-Tasrìf (La práctica, El método o Disposición) cuyo volumen XXX contiene un extenso tratado de cirugía. Los campos que abarca este capítulo quirúrgico incluyen la oftalmología, la odontología, el tratamiento de las hernias y la extracción de cálculos, la obstetricia y un amplio apartado sobre traumatología. Su obra es una traducción ampliada de la de Pablo de Egina, a la que añadió una prolija descripción del instrumental quirúrgico de la época.
Es interesante su descripción del tratamiento de una hemorragia arterial:

Coloca con presteza el dedo índice en el punto de la hemorragia y aprieta hasta que la sangre deje de brotar. Elige un cauterio caliente de tamaño apropiado y aplícalo al vaso sangrante. Ten cuidado de no quemar los nervios circundantes, ya que eso provocaría mucho dolor al paciente. Y recuerda que sólo existen cuatro maneras de frenar una hemorragia arterial, sobre todo si se trata de un gran vaso: cauterizándola como te he enseñado; dividirla si no se ha perdido, porque los extremos divididos se cierran y cortan la hemorragia; mediante una ligadura fuerte; y aplicando remedios que corten la sangre combinados con un vendaje de presión.

### Europa continental

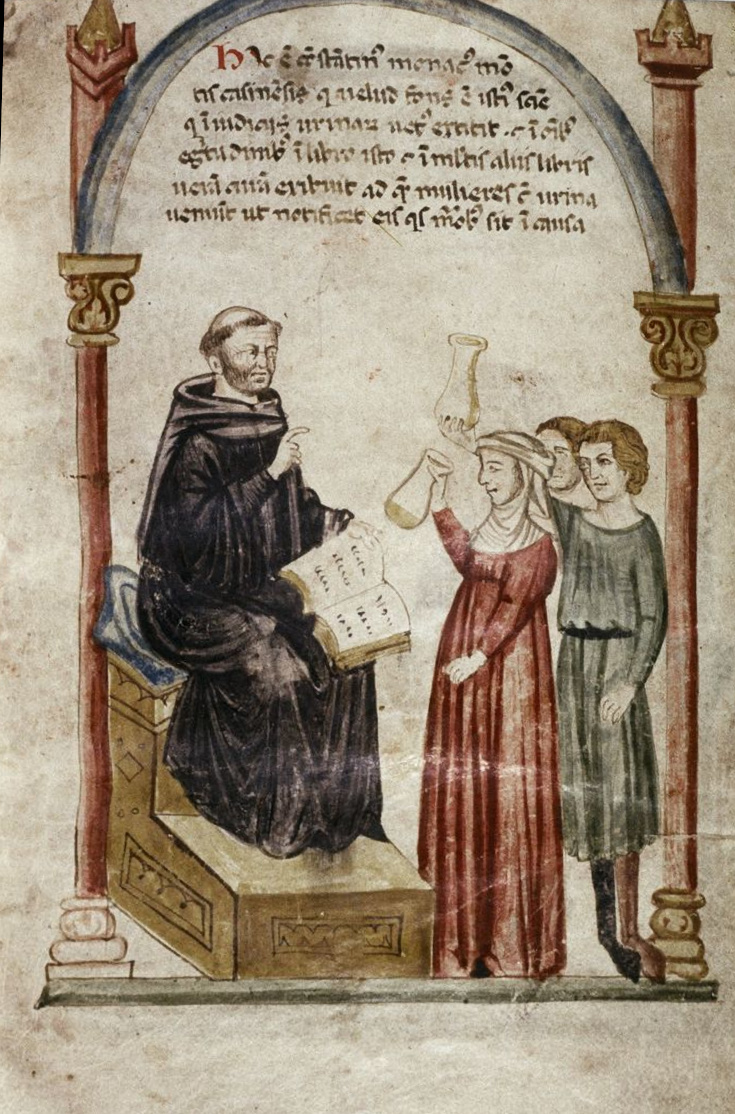
Pacientes mostrando su orina a Constantino el Africano.

Entre los siglos XI y XIII se desarrolló una escuela médica de especial interés: La escuela de Salerno. Para la obtención del título de médico y, por tanto, el derecho de ejercicio de esta práctica, Roger II de Sicilia estableció un examen de graduación en la que se incluían conocimientos de medicina y de cirugía, lo que de alguna manera rehabilitaba la especialidad quirúrgica a pesar del activo rechazo a la misma demostrado por la Iglesia católica y por parte del mundo árabe. Algunos años después (en 1224) Federico II reformó el examen para que este fuese realizado de forma pública por el equipo de maestros de Salerno, y regulando para la práctica de la medicina un periodo de formación teórico (que incluía cinco años de medicina y cirugía) y un periodo práctico de un año.
Una figura de relevancia de esta escuela fue el monje Constantino el africano (1010-1087), médico cartaginés que recogió numerosas obras médicas a lo largo de sus viajes y contribuyó a la medicina europea con la traducción del árabe de varios textos clásicos.
El primer tratado europeo medieval de cirugía tiene su origen en esta escuela: La Practica chirurgiae, de Ruggero Frugardi (1170), obra que se ocupa del tratamiento de las heridas y traumatismos. Como curiosidad, y a modo de soslayo de la ausencia de la práctica de la disección en cadáveres humanos, Cofón el joven escribe en torno al año 1150 su Anatomía Porci, guía práctica de disección del cerdo utilizada por los estudiantes.

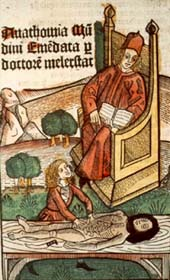
Ilustración de Mondino de Luzzi (1275, Bolonia-1326), representando una autopsia.

«Ecclesia abhorret a sanguine» es una supuesta encíclica publicada por Inocencio III en 1215. En ella la Iglesia católica se reafirmaría en su firme oposición a todo derramamiento de sangre, incluido el derivado de la actividad quirúrgica. En realidad, la existencia de dicha encíclica fue un invento de un historiador francés del siglo XVII. El historiador decimonónico White y otros, contribuyeron a la extensión del mito de la prohibición de las disecciones.
En Europa se sigue desarrollando esta actividad, a partir de las recién estrenadas universidades. La de Bolonia poseía su propia facultad de medicina, fundada por Ugo de Borgognoni (1180–1258), cuyo hijo, Teodorico Borgognoni es autor de Chirurgia, un tratado dedicado exclusivamente a la cirugía. En él se pone en tela de juicio la práctica, heredada desde tiempos de Galeno, de dejar que las heridas «se carguen de pus», como medida más eficaz para su curación. Para las suturas emplea hilos realizados con intestinos de animales (auténtico precursor del catgut, seda de sutura empleada en cirugía antes del desarrollo de materiales artificiales, hecha a base de intestinos de cabra o caballo, y empleada en suturas internas para que pudiera ser reabsorbida con el tiempo, una vez cumplida su función).
Guillermo de Saliceto fue otro profesor de la escuela de Bolonia y autor de Cyrurgia, escrito con la intención de legar sus conocimientos en este campo a su hijo, pero convertido finalmente en manual de referencia para las facultades de medicina de la Edad Media. En esta obra anota algunas reflexiones sobre el cáncer sorprendentes, teniendo en cuenta los escasos conocimientos de fisiología de la época: 

la enfermedad debe tratarse amputando el órgano, ya que sus raíces se hunden en las venas que lo rodean, llenas de sangre melancólica. Es necesario cortar esas venas y extirpar las raíces

También profesor de Bolonia fue Mondino de Luzzi, que en 1316 tenía suficiente práctica en disecciones humanas como para escribir un manual de disección, titulado Anatomía, que llegó a ser la guía de referencia de las disecciones humanas durante dos siglos.
Lanfranco de Milán, también conocido como Guido de Lanfranc y alumno de Guillermo de Saliceto, es considerado habitualmente como el padre de la cirugía francesa. Tras huir de Italia por las revueltas entre güelfos y gibelinos se instala en Lyon en 1290, y poco después viaja a París, donde se acaba de formar en la escuela independiente de Saint-Come. Su espíritu ecléctico le llevó a afirmar que «nadie puede ser buen internista sin tener conocimientos de cirugía, y al revés, ningún cirujano será un buen profesional si no tiene los adecuados conocimientos de medicina interna». Su principal campo de estudio quirúrgico fueron las lesiones cerebrales, aunque desarrolló también algunos aspectos de ética médica. Finalizó su carrera profesional como cirujano personal de Felipe el Hermoso, al igual que luego lo sería otro gran cirujano francés: Henri de Mondeville (1260-1320).
El siglo XII ve florecer la escuela de Montpellier. Uno de sus profesores de anatomía fue el mencionado Henri de Mondeville, pero el más destacado profesor de esta escuela fue Guy de Chauliac (1290-1368), autor de La gran cirugía. Este cirujano es el primero en realizar observaciones sobre heridas por armas de fuego, utilizadas por primera vez por los ingleses en 1346 en la batalla de Crécy. Entre las notas de este médico se encuentra lo que debe contener el maletín del perfecto cirujano: 

Cinco ungüentos: de albahaca, para madurar el pus, de los apóstoles para purificar, dorado, para fomentar el crecimiento de los tejidos, blanco para curar, y de dialtea para sudar. Así como cinco herramientas: tenacillas, sonda, cuchilla, lancetas y agujas.

En Guadalupe (Cáceres) se construyó una red de hospitales (siglos XIV-XVI) para atención de peregrinos y enfermos. En estos locales se practicó por primera vez en España, y bajo indulto apostólico, la cirugía y disección por ilustres médicos de los reinados de los Reyes Católicos, Carlos I y Felipe II.

### Inglaterra

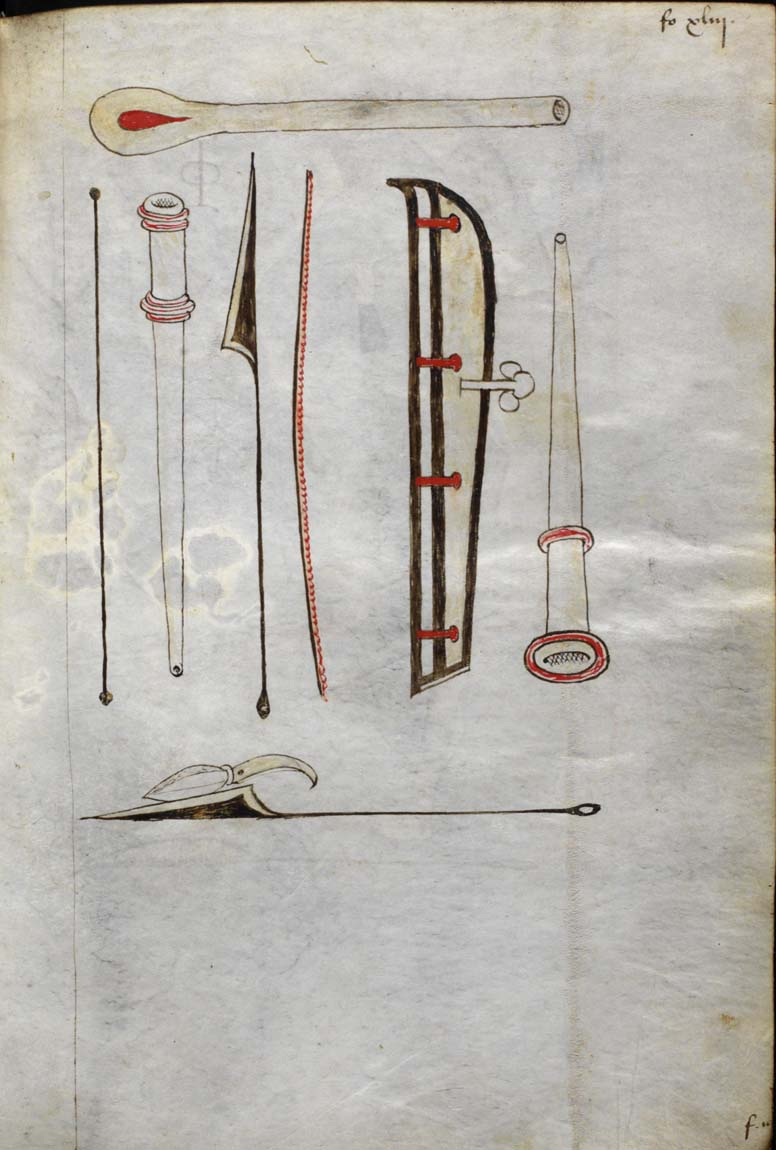
Instrumentos quirúrgicos que ilustran el libro de John de Arderne Mirror of Phlebotomy & Practice of Surgery.

La figura determinante del impulso científico en Inglaterra fue Roger Bacon (1214-1294), quien sentó las bases de la experimentación empírica frente a la especulación. Su máxima fue algo así como «duda de todo lo que no puedas demostrar», lo que incluía a las principales fuentes médicas clásicas de información. En el Tractatus de erroribus medicorum describe hasta 36 errores fundamentales de las fuentes médicas clásicas, aunque no realiza ninguna aportación específica al campo de la cirugía.
En el siglo XIV, encontramos en Inglaterra a John de Arderne, cirujano en activo durante la Guerra de los Cien Años a las órdenes de los duques de Lancaster. Tras sus servicios en campaña se estableció en Londres, donde se proclamó chirurgus inter medicus, en una época en la que el tratamiento oficial de los médicos era de doctor, mientras que a los cirujanos se les consideraba tan solo míster. Entre las leyendas forjadas a su sombra se cuenta la de una intervención de fístula anal (en la que era especialista) por la que cobró 100 chelines al contado y otros cien por cada año que viviera el paciente. Esta predilección por la patología anorrectal le ha valido el título de «padre de la proctología».
En 1368 se funda el Gremio de cirujanos de Londres, en un primer intento por separar a los barberos (encargados sobre todo de afeitar y despiojar) de los médicos especializados en tratamientos quirúrgicos. Pero en el ambiguo terreno de la cirugía menor (drenaje de abscesos, extirpación de verrugas...) se comienza a gestar una disputa sobre atribuciones profesionales que habría de durar muchos años. Las circunstancias sociales, económicas y políticas empujaban a Europa al desarrollo de una nueva concepción de sociedad. Son los albores del período conocido como Renacimiento.

## Renacimiento

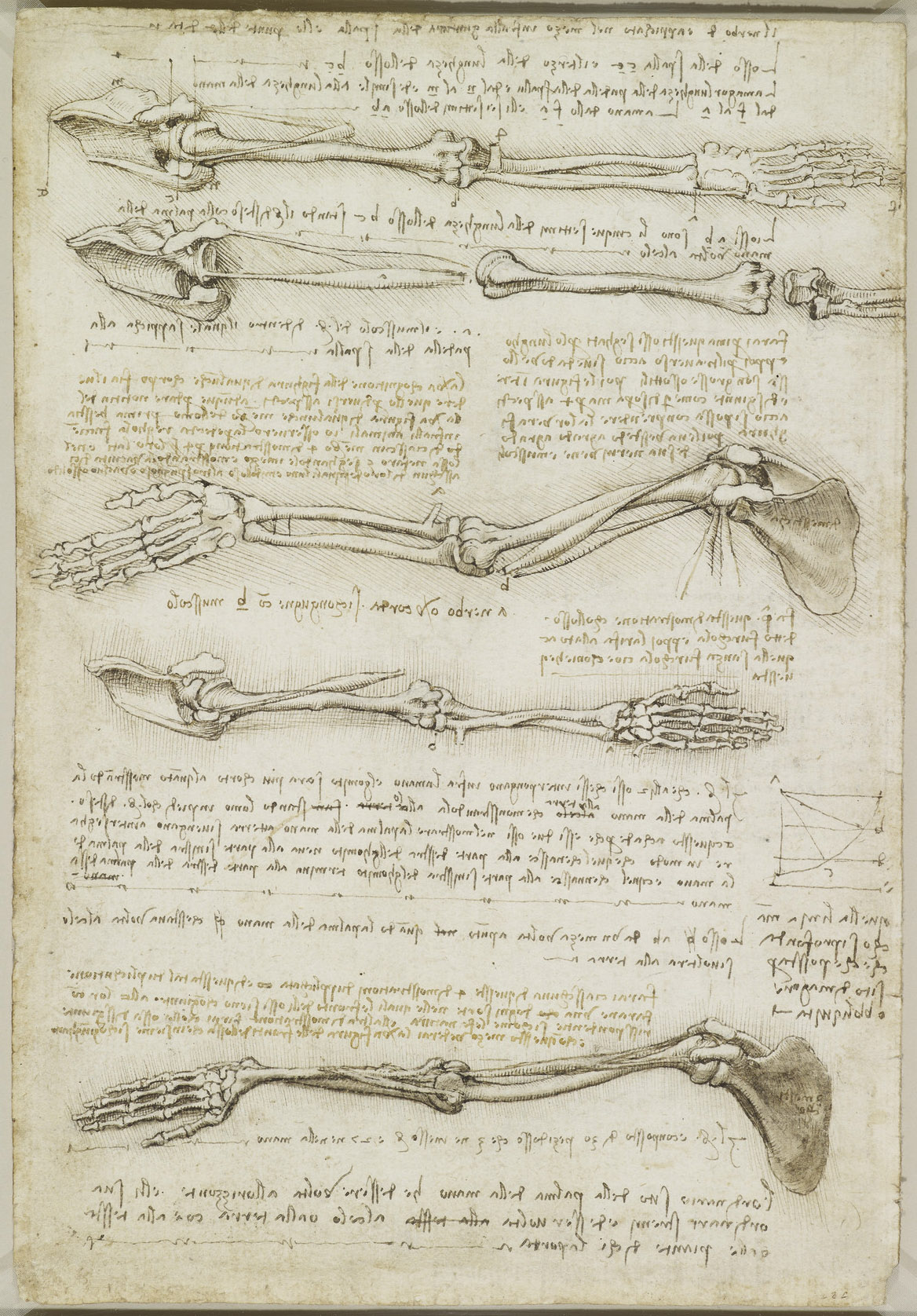
Estudio anatómico del brazo, por Leonardo da Vinci.

Los siglos XV (il Quattrocento) y XVI (il Cinquecento) tienen en Italia el origen de unas filosofías de la ciencia y de la sociedad basadas en la tradición romana del humanismo. El florecimiento de Universidades en Italia al amparo de las nuevas clases mercantiles supuso el motor intelectual del que se deriva el progreso científico que caracteriza a este periodo. Esta «nueva era» recala con especial intensidad en las ciencias naturales y la medicina, bajo el principio general del «revisionismo crítico». Los nuevos conocimientos en anatomía suponen el despegue definitivo de disciplinas como la cirugía o la anatomía patológica. El ansia de conocimientos afecta simultáneamente a todos los gremios hasta el punto de hacer exclamar a Vesalio, el principal anatomista del siglo XVI:

No me preocupan los pintores y escultores que se apelotonan en mis disecciones ni, a pesar de sus aires de superioridad, me siento menos importante que ellos

El espíritu científico impregna cada rama del saber: Antonio Benivieni, cirujano italiano de la segunda mitad del siglo XV, anota minuciosamente todas sus intervenciones y las autopsias que realiza posteriormente a los pacientes que no sobreviven. Estas notas se publicarán en 1507 bajo el título De abditis nonnullis ac mirandis morborum et sanationum causis (De las causas ocultas de las enfermedades), con el imaginable interés para todo el cuerpo médico. En su haber se cuentan las primeras descripciones documentadas de cáncer de estómago e intestino, así como extensas y detalladas descripciones de los varios tipos de hernias conocidos.
El mejor anatomista, aunque no el primero, de este periodo es Andrés Vesalio, autor de uno de los manuales de anatomía más extendidos e influyentes durante los siguientes dos siglos: De humani corporis fabrica. Este médico peregrinó a Jerusalén, según se revela en una carta de 1563, tras serle conmutada por el rey la pena de muerte por la penitencia de la peregrinación. El motivo de la condena es la disección que realizó a un joven noble español tras su muerte y el descubrimiento, al abrirle el pecho, de que el corazón aún latía.
Vesalio se doctora en la universidad de Padua, tras formarse en París, y es nombrado «explicator chirurgiae» (profesor de cirugía) de esta universidad italiana. Durante sus años como profesor redactará su gran obra, y acabará su carrera profesional como médico personal de Carlos I y, posteriormente, de Felipe II.
De esta misma época (1511-1553) es el español Miguel Servet, otro pionero en el campo de la Anatomía. Practicando la disección junto a Hans Gunther observó, y publicó en su obra Christianismi restitutio, que la sangre se oxigenaba en los pulmones (y no en el corazón, como creía Galeno) y que en este órgano se producía una circulación menor tras la cual la sangre accedía al ventrículo izquierdo. Este descubrimiento, sin embargo, ya lo había hecho Ibn Nafis, médico árabe del siglo XIII, pero sus observaciones no fueron conocidas en occidente.

### Los barberos
Desde el siglo XIII la categoría de los cirujanos franceses venía incrementándose y haciéndose visible mediante la autoridad para vestir la toga larga y realizar cirugía mayor. A lo largo de los siguientes siglos comienza a emplearse el término «barbero» para referirse a un gremio de «prácticos», no médicos, desconocedores del latín y cuyo campo de actuación se limitaba a intervenciones menores, como flebotomías, extracción de piezas dentarias, o curación de pequeñas heridas. En Francia, los éxitos de la cirugía durante el Renacimiento llevaron a la desaparición de las diferencias de clase entre los médicos y los cirujanos.
Sin embargo, los barberos seguirán realizando su función social libremente durante mucho tiempo, hasta la fundación de la Académie Royale de Chirurgie en 1731, dirigida en sus inicios por el cirujano Jean Louis Petit, quien perfeccionó el torniquete), y la promulgación de la ordenanza de Luis XV prohibiendo a los barberos el ejercicio de la cirugía.
En Inglaterra, sin embargo, los internistas van ganando fuerza a lo largo del siglo XV, consiguiendo fundar el Real Colegio de Médicos, igualando a los cirujanos con los barberos, y obligándoles a ser regulados bajo idéntica norma que los pasteleros o los notarios. En 1540 el parlamento autoriza la creación de la Compañía de cirujanos-barberos, pero habrá de ser Thomas Vicary, cirujano encargado de curar con éxito una herida de la pierna de Enrique VIII, quien consiga de manos del rey la carta de derechos del gremio de cirujanos.

### La nueva cirugía

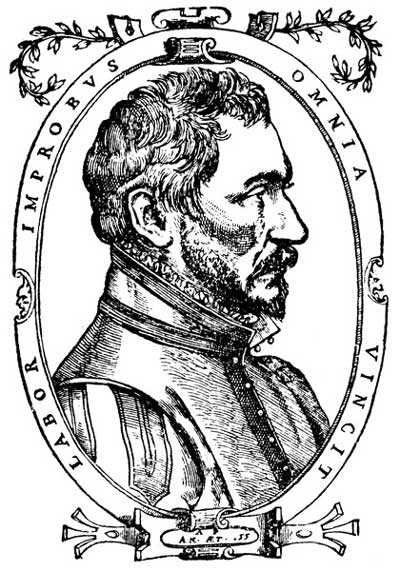
Ambroise Paré a los 55 años, André Wechel, 1573.

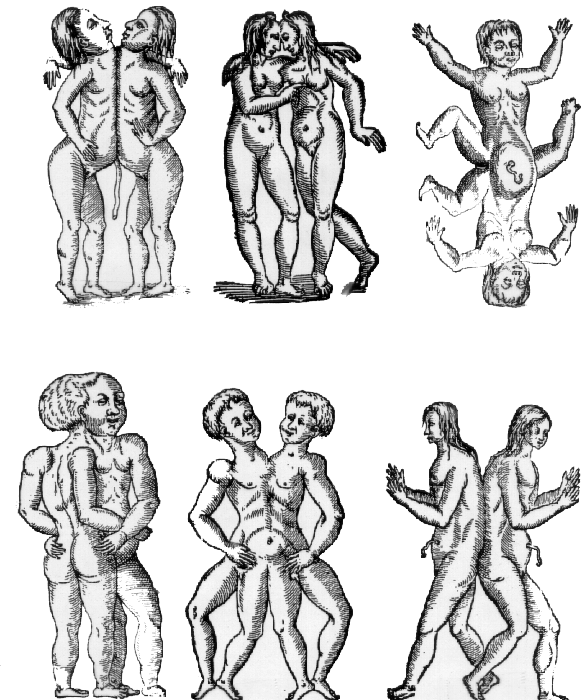
Los diferentes tipos de siameses, según el estudio realizado por Paré.

En las últimas décadas del siglo XVI, a punto de finalizar el periodo renacentista, hace su aparición el principal cirujano de esta época, y padre de la cirugía francesa: Ambroise Paré (1510-1590). Poco antes, el suizo Paracelso, figura médica controvertida, considerado por unos, simple barbero, alquimista por la mayoría y cirujano por otros, había intentado con poco éxito elevar el rango de la cirugía al mismo nivel que el de los médicos internistas, pero será el francés quien elimine las últimas reservas. Este cirujano fue médico personal de cinco reyes en una época en que era costumbre al uso sustituir a toda la corte con cada nuevo reinado. Su formación se inicia en el gremio de los barberos y sacamuelas, pero compagina su trabajo con la asistencia al Hôtel-Dieu de París. Su trabajo como cirujano comienza entre las filas del ejército francés, donde se especializó en heridas de bala. Sufrió un cierto rechazo de la comunidad médica, ya que su extracción humilde y su desconocimiento del latín y el griego le llevaron a escribir toda su obra en francés. Desde sus inicios se le consideró un «renovador», lo que no siempre le benefició, aunque su reputación fue hasta el final su principal aval. La siguiente cita ejemplifica su espíritu innovador, siendo considerado el primer cirujano en realizar la ligadura rutinaria de los vasos en las amputaciones:

dices que atar los vasos sanguíneos tras una amputación es un método nuevo y, por tanto, no debe aplicarse. Mal argumento para un médico

Su inventiva le llevó a diseñar algunos instrumentos quirúrgicos, e incluso diseñó algunas prótesis o «miembros artificiales» para algunos de sus pacientes amputados. Es de señalar su estudio sobre siameses, o su refutación del empleo de las piedras bezoar, como antídotos universales. Buena parte de su obra es un compendio de análisis y refutación de costumbres, tradiciones o supersticiones médicas, sin fundamento científico ni utilidad real.

## Edad Moderna

Hieronymus Fabricius, Operationes chirurgicae, 1685.

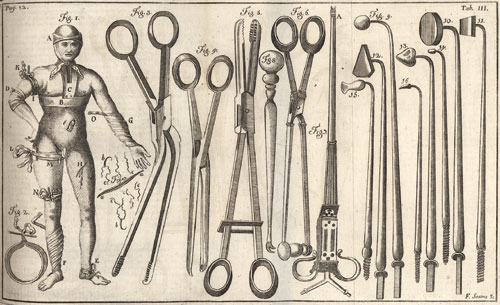
Lorenz Heister, Institutiones chirurgicae, in quibus quicquid ad rem chirurgicam pertinet optima et novissima ratione pertractatur.

El despegue de las ciencias físicas y biológicas que se produce a partir de este momento supone el definitivo empujón para la cirugía como disciplina médica con suficiente entidad propia. Comienzan a proliferar multitud de médicos y cirujanos notables, muchos de ellos especializados ya en campos concretos. En Europa central se distribuye con éxito un libro titulado Surgery. Su autor es Lorenz Heister (1683-1758), cirujano alemán que ejerció también en Holanda, e Inglaterra. Durante una autopsia realizada en Altdorf describe así el hallazgo en el cadáver de apendicitis, siendo el primer informe documentado sobre esta patología:

cuando estaba a punto de diseccionar el apéndice observé que estaba demasiado oscuro y presentaba adherencias inusuales a la pared abdominal. Intenté desprenderlo con cuidado, pero las paredes estallaron y dejaron salir algunas cucharadas de pus. Esto demuestra la posibilidad de inflamación y formación de pus en el apéndice

Aparece la especialidad de la traumatología, denominada en sus orígenes álgebra, con la que se hace referencia a la manipulación de fracturas y luxaciones. Fernando de Mena, cirujano español y médico personal de Felipe II propone que

...no se admitiese a examen a ningun cirujano, que no diese cuenta del álgebra, para que usándola los mismos cirujanos y examinándose della, excuriessen y acabasen los concertadores que por ay andan sin entender la anatomía de los huesos.

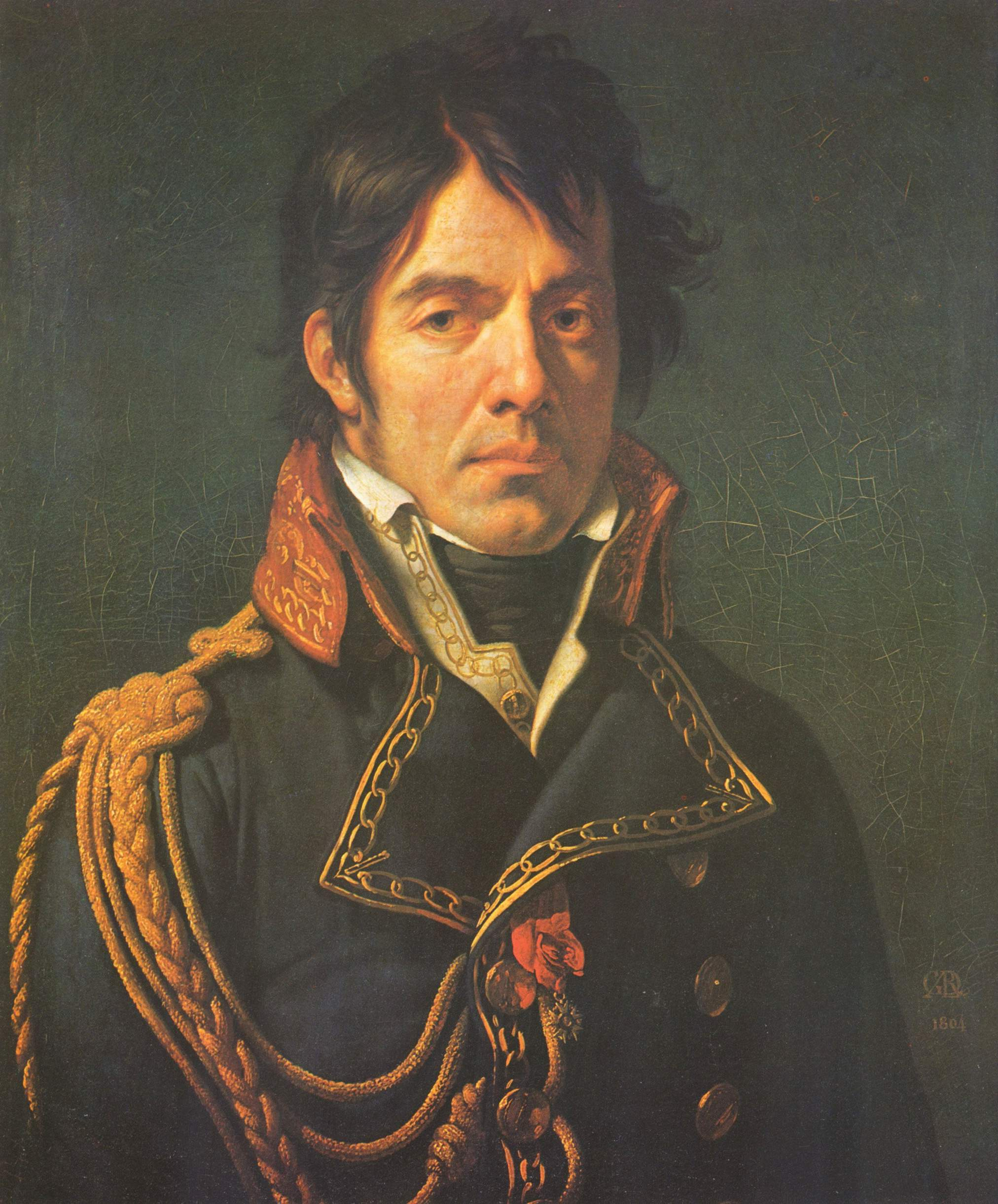
Dominique-Jean Larrey.

William Cheselden, John Hunter o Percival Pott en Inglaterra, Jean-Andre Venel en Suiza, Pedro Virgili o Antoni Gimbernat en España son algunos de los nombres de una lista interminable de cirujanos destacados del siglo XVIII. De todos ellos hay que destacar a Dominique-Jean Larrey (1766-1842), cirujano de Napoleón e inventor del transporte en ambulancia utilizado por primera vez durante las guerras napoleónicas. Sirvió en la fragata Vigilante, en Terranova, pero las dificultades para acostumbrarse a la vida en alta mar lo llevan de regreso a París, siendo nombrado en 1790 ayudante de cirugía del Hospital de Los Inválidos. Posteriormente es destinado al frente austriaco, con el ejército del Rin, donde evidencia las dificultades y graves carencias del ejercicio de la cirugía en combate. Diseña entonces un vehículo cerrado, tirado por caballos, con espacio para un hombre tumbado y con una adecuada suspensión: la «ambulancia volante». Este vehículo debería incorporar, según su propio informe, un médico, un oficial, un suboficial, 24 soldados y un tambor, además del material de vendaje. Su vehículo resulta tan exitoso que en 1793 es desplazado a París con la tarea de organizar un sistema de ambulancias volantes para todo el ejército francés. Posteriormente serviría en España y en Egipto, perfeccionando sus habilidades quirúrgicas y especialmente las técnicas de amputación.
De vuelta en Francia, Napoleón le nombra barón y cirujano honorífico de los Chaseurs de Garde (guardia personal del emperador), aunque seguirá cumpliendo sus tareas de cirujano de campaña, incluso en Waterloo, donde fue capturado por los prusianos, pero liberado posteriormente al ser reconocido por un médico alemán, antiguo alumno suyo. En el testamento de Napoleón se puede leer una reseña en la que lega «cien mil francos a Larrey, el hombre más valioso que jamás he conocido».
Escribió varios tratados de cirugía (Mémoires de chirurgie militaire, Recueil de mémoires de chirurgie o Clinique chirurgicale) y hoy día se conservan en la nomenclatura médica varios términos epónimos en su honor: «enfermedad de Larrey» (una variante del tétanos), «signo de Larrey», «operación de Larrey» o «amputación de Larrey».
Entre los siglos XVIII y XIX descuella en Escocia la saga de los Bell. Benjamin Bell (1749-1806) resumió los conocimientos quirúrgicos hasta ese momento en una enciclopedia denominada System of Surgery, y fue el primero en aconsejar mastectomías radicales para tratar el cáncer de mama. Sus hijos, Charles y John Bell continuarían la tradición paterna. Otro miembro de esta dinastía fue Joseph Bell House, cirujano inspirador de la figura de Sherlock Holmes, y de quien Sir Arthur Conan Doyle llegó a afirmar que

...es el hombre más notable que jamás he conocido. Es un personaje singular, tanto de aspecto como de espíritu. Delgado y de tez morena, rostro afilado y nariz ganchuda, ojos grises, penetrantes, hombros elevados y movimientos bruscos

## SigloXIX

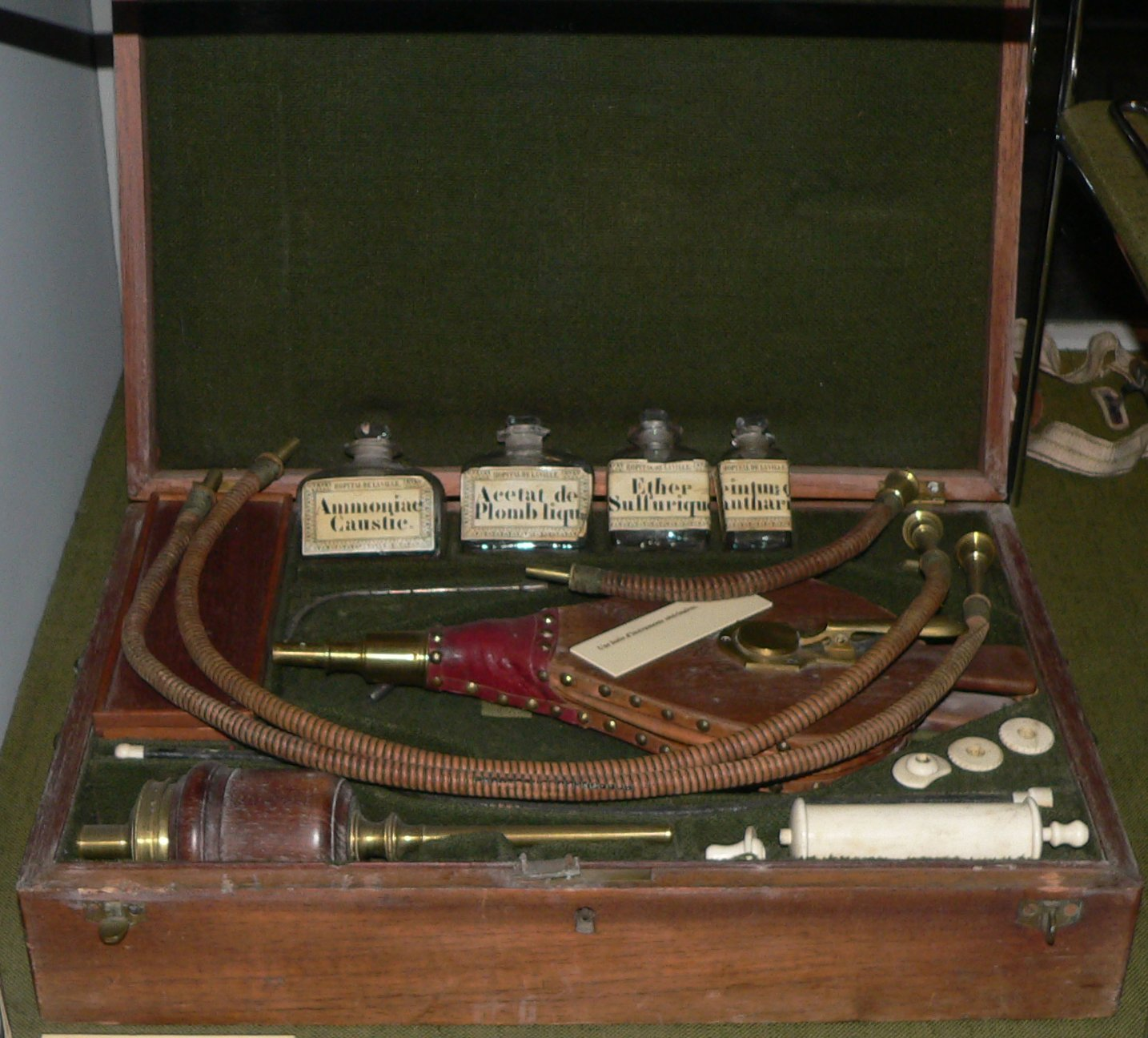
Maletín médico-quirúrgico del.

Durante el siglo XIX se consuma la integración de la medicina y la cirugía en un mismo cuerpo de conocimientos y enseñanzas, lo que supone el espaldarazo definitivo a la especialidad quirúrgica, con la incorporación añadida de la traumatología a su ámbito de actuación. La derrota de los tres enemigos clásicos de la cirugía: la hemorragia, la infección y el dolor, es la victoria de esta disciplina; el desarrollo de las teorías microbianas de las enfermedades infecciosas (Semmelweis, Pasteur, Joseph Lister...), la evolución de las técnicas anestésicas o el descubrimiento de los rayos X son herramientas fundamentales en su impulso: el cirujano puede trabajar con el paciente sedado, y, por lo tanto, sin la rapidez que se le requería hasta ese momento, con mucho mayor conocimiento sobre lo que se puede encontrar y con armas adecuadas para paliar las posibles complicaciones. Las tasas de morbimortalidad comienzan a caer, y todo esto se produce en un margen de pocas décadas. 
Destacan en este siglo cirujanos como Abraham Colles (1773-1843) (médico irlandés que dio el nombre a la característica fractura por caída de la extremidad distal del radio), Sir Benjamin Brodie (1786-1862) (absceso de Brodie), William John Little (enfermedad de Little) o Sir James Paget (1814-1899) (enfermedad de Paget). En realidad la lista es interminable y se extiende por las diferentes especialidades quirúrgicas (ginecología, urología, traumatología, cirugía digestiva, neurocirugía, etc.).

### Protagonistas y acontecimientos destacados
|                |
| William Bowman |

|                     |
| Emil Theodor Kocher |

|                  |
| Theodor Billroth |

|                         |
| Friedrich Trendelenburg |

|            |
| Paul Broca |

- Philippe Ricord desarrolla diversas técnicas quirúrgicas para el tratamiento de patologías del aparato genital masculino (1840)

- Crawford Williamson Long, médico de Thomas Jefferson, primer cirujano en emplear el éter como anestésico (1842)

- William Bowman desarrolla la especialidad quirúrgica de la oftalmología (1845)

- Ignacio Felipe Semmelweis, primero en emplear técnicas de antisepsia (1846)

- Diego de Argumosa, primero en utilizar la anestesia por inhalación con éter en España (1847)[47]

- Manuel Vicente García, cantante de ópera español, inventa el laringoscopio (1854)

- Rudolf Virchow elabora su teoría celular (1858)

- Joseph Lister, descubridor de los antisépticos (ácido fénico) (1865)

- Jules-Émile Pean diseña las pinzas que llevan su nombre y propone la técnica de la laparotomía (1868)

- Emil Theodor Kocher realiza la primera extirpación de una glándula tiroides con bocio (1878)

- Theodor Billroth desarrolla la técnica quirúrgica para gastrectomía que lleva su nombre (1881)

- Friedrich Trendelenburg desarrolla la técnica de intubación endotraqueal y la posición quirúrgica de trendelenburg (1881)

- Ernst von Bergmann desarrolla la técnica de esterilización por vapor (1886)

- Johann von Mikulicz-Radecki instaura el uso de gorro, mascarilla y guantes de algodón en el campo quirúrgico (1887)

- Paul Broca desarrolla la especialidad de la neurocirugía

- William Stewart Halsted, primero en emplear los guantes de goma en el quirófano (1890)

- Wilhelm Röntgen descubre los rayos X (1895)

- Ludwig Rehn realiza la primera intervención quirúrgica en corazón (1896)

- Desarrollo de las técnicas de coagulación y fibrinólisis

- Karl Landsteiner descubre los grupos sanguíneos (1901)

- Inicio de las transfusiones

- Fidel Pagés descubre la anestesia epidural (1920)

- Alexander Fleming descubre la penicilina (1928)

- Lars Leksell desarrolla la radiocirugía para tratar tumores cerebrales por medio de radiación ionizante, evitando la cirugía invasiva (1952)

- C. Walton Lillehei desarrolla la técnica de circulación cruzada para realizar intervenciones a corazón abierto (1953)

## SigloXXI

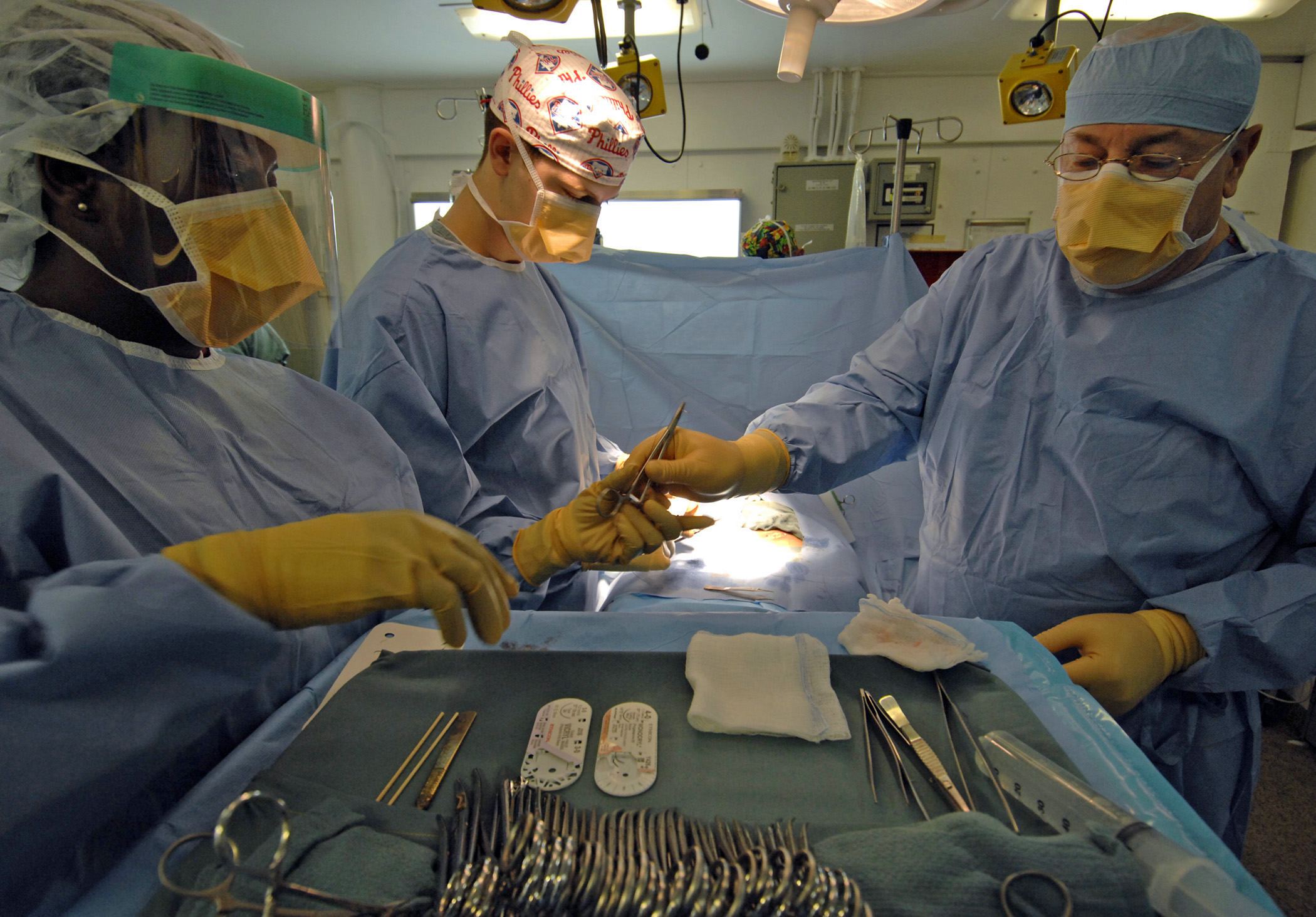
Un quirófano en el año 2007

El desarrollo tecnológico ha permitido avances trascendentales en el campo de la cirugía desde las últimas décadas del siglo XX. Principalmente, la cirugía mínimamente invasiva (laparoscopia) ha permitido disminuir los tiempos de recuperación y las complicaciones postquirúrgicas en muchas intervenciones. La telemedicina o la robótica han dotado también de nuevas herramientas a los cirujanos, permitiendo el desarrollo de intervenciones a distancia, o con un nivel de precisión muy superior al del ojo humano. Por otra parte, la aparición de nuevas técnicas de detección de imagen como las de Ecografía, Endoscopia, RMN o PET entre otras, ha posibilitado el desarrollo de intervenciones selectivas mucho menos agresivas y más seguras.
La nanotecnología o el diseño de sistemas quirúrgicos automatizados serán muy posiblemente los siguientes avances que transformarán el modo de desarrollar esta disciplina médica.